# Berlin Anhalter Bahnhof

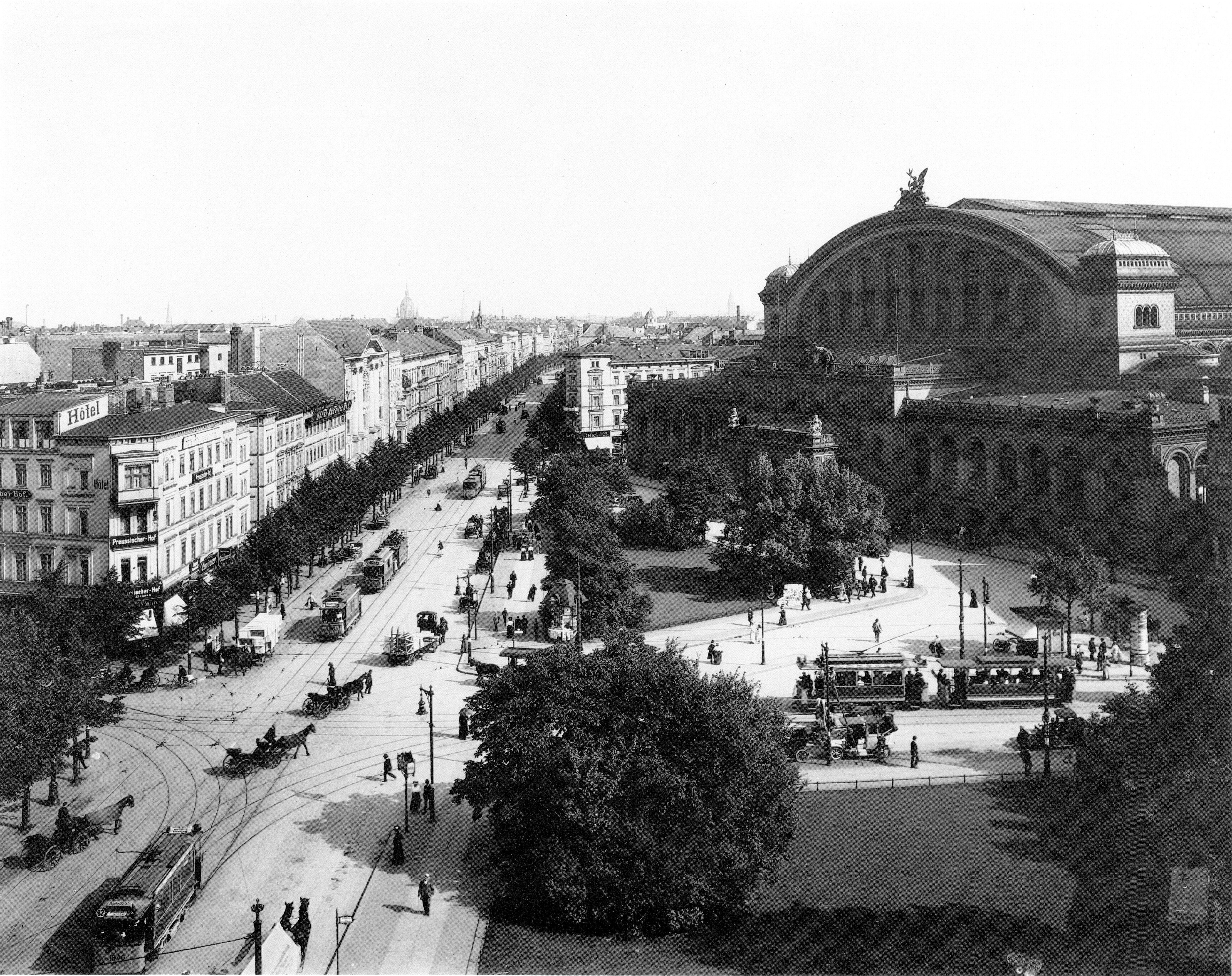
Anhalter Bahnhof mit dem Askanischen Platz, um 1910

Berlin Anhalter Bahnhof war nach dem Potsdamer Bahnhof der zweitälteste Bahnhof in Berlin und bis Mitte des 20. Jahrhunderts einer der wichtigsten Fernbahnhöfe in der Stadt. Heute wird noch der gleichnamige Bahnhof der unterirdisch verkehrenden Nordsüd-S-Bahn betrieben.
Der Bahnhof war vor dem Zweiten Weltkrieg wichtigste Station für die Verbindungen nach Mittel- und Süddeutschland, Österreich und Italien. Die Dachkonstruktion des imposanten Bahnhofsgebäudes wurde bei alliierten Luftangriffen stark beschädigt, während große Teile der Fassade die Bombardements gut überstanden hatten. Der Fernzugverkehr im Bahnhof wurde mit der deutschen Teilung stark ausgedünnt und endete 1952 komplett. Trotz starker Proteste in der Öffentlichkeit wurde das Bahnhofsgebäude in den Jahren 1959 bis 1961 abgerissen. Heute erinnert das Fragment des Portikus an den einst berühmten Fernbahnhof.

## Lage
Der Kopfbahnhof lag am Askanischen Platz an der Stresemannstraße in der Nähe des Potsdamer Platzes im Westen des Ortsteils Berlin-Kreuzberg. Das erste Bahnhofsgebäude wurde direkt vor dem damaligen Anhalter Tor der Berliner Zollmauer von der Berlin-Anhaltischen Eisenbahn-Gesellschaft als Endpunkt der Bahnstrecke Berlin–Halle angelegt. Die „Anhalter Bahn“ verband Berlin mit dem Fürsten- bzw. Herzogtum Anhalt, heute Teil des Bundeslandes Sachsen-Anhalt.
Der Name Askanischer Platz für den Platz, an dem der Bahnhof liegt, und eine Reihe von nach Städten in Anhalt benannten Straßen im Bahnhofsumfeld stellen einen Bezug zu Anhalt her.

## Geschichte

### Die Berlin-Anhaltische Eisenbahn
Der erste Anhalter Bahnhof bildete den nördlichen Endpunkt der ab 1839 erbauten und 1841 eröffneten Berlin-Anhaltischen Eisenbahn. Die Stammstrecke führte über Jüterbog, Wittenberg, Roßlau und Dessau nach Köthen (Anhalt), wo sie auf die bereits existierende Magdeburg-Leipziger Eisenbahn traf. Ab Jüterbog zweigte eine Strecke nach Röderau (an der Elbe, nördlich von Riesa) ab, die teilweise auch von den Zügen nach Dresden benutzt wurde. Beim Bau des Bahnhofs wurde erstmals in der Eisenbahngeschichte „eine scharfe Scheidung der Anlagen für den Personen- und Güterverkehr durchgeführt, was freilich eine zweite Brücke über den Landwehrgraben östlich von der für die Hauptbahn, erforderlich machte.“
Der erste Anhalter Bahnhof wurde unter der Leitung des Architekten C. Gustav Holtzmann errichtet und am 1. Juli 1841 eingeweiht. Aufgrund der Zunahme der Eisenbahnnutzer wurde der Bahnhof mehrfach erweitert.

### Deutsches Kaiserreich und Erster Weltkrieg

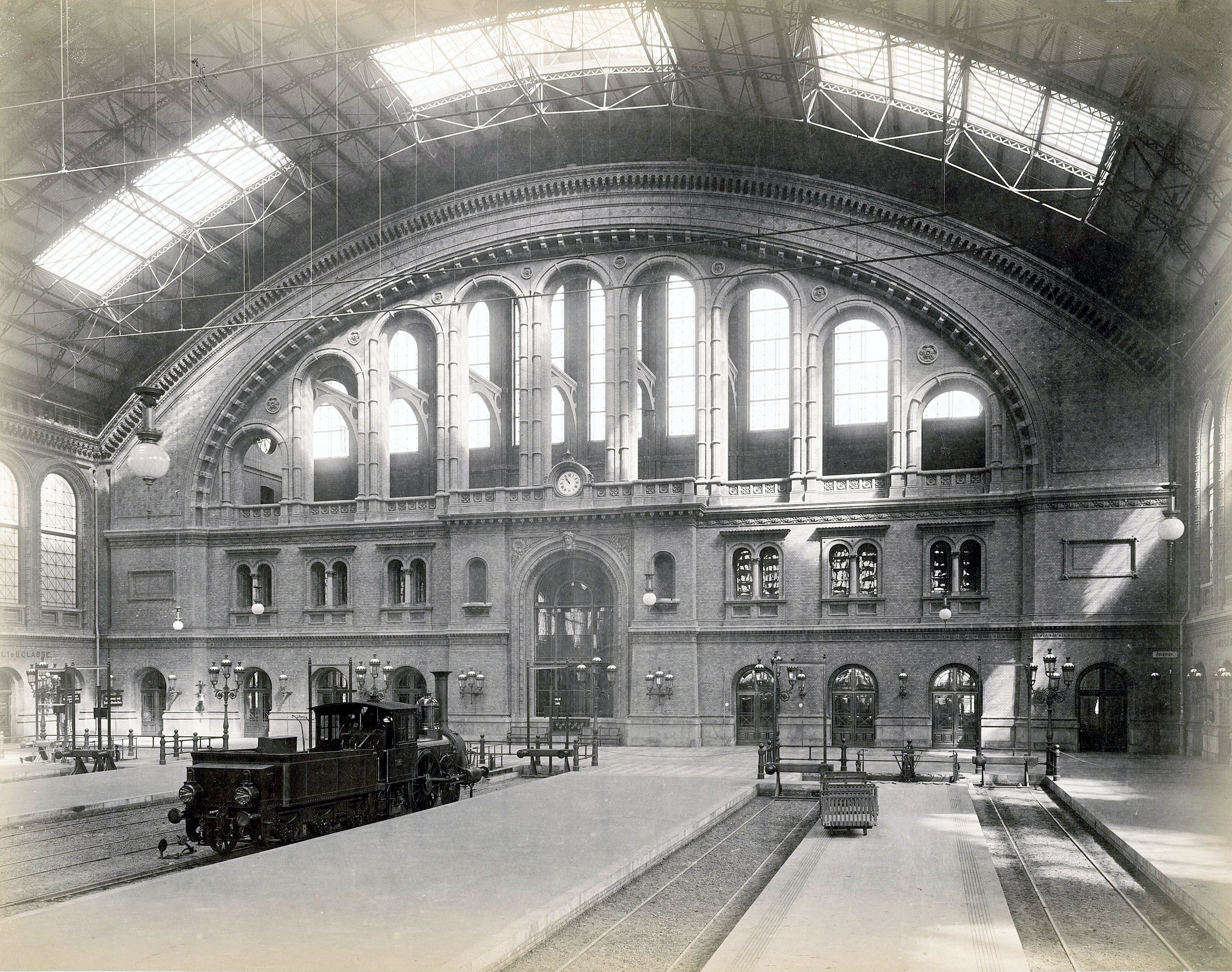
Innenansicht des Neubaus im Jahr der Inbetriebnahme, 1880

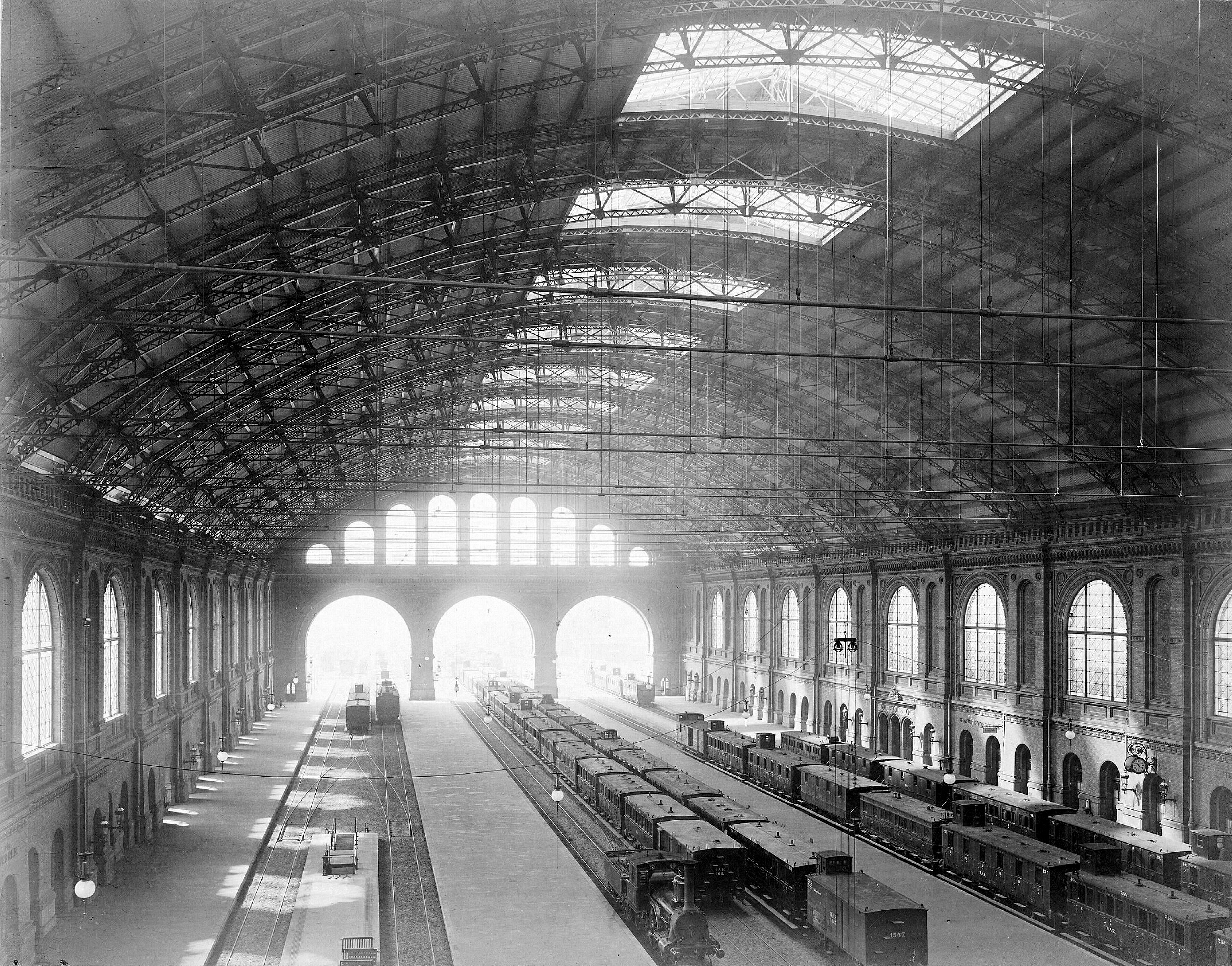
Gleishalle nach Süden, 1880

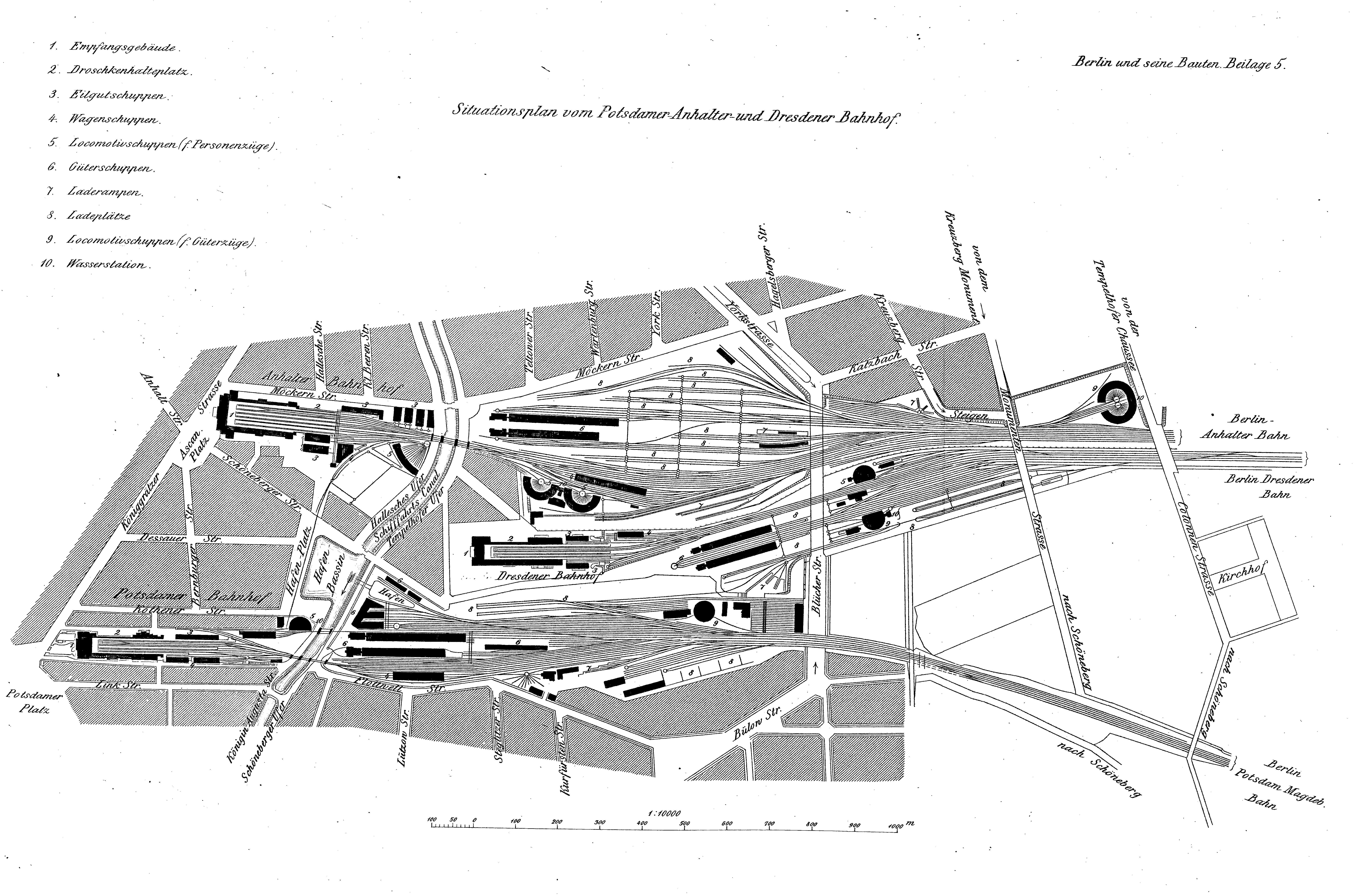
Gleisanlagen im Umfeld des Anhalter Bahnhofs, 1877

Obwohl die Planungen schon 1861 begannen, wurde „der vollständige Umbau des Anhalter Bahnhofs […] von den Aktionären der Gesellschaft erst im Frühjahr 1871 – nach der Gründung des Deutschen Kaiserreiches am 18. Januar 1871 – beschlossen.“
Nach ersten Entwürfen erhielt der Berliner Architekt Franz Schwechten den Auftrag zum Neubau des Bahnhofsgebäudes. Er plante eine imposante Bahnhofshalle mit quer davor angeordnetem Empfangsgebäude über einem rund sechs Meter hohen Sockelgeschoss. Die Erhöhung des Gleisniveaus war notwendig, weil die Bahntrasse von Süden her über die Hochflächen des Teltow kommend zwar den Landwehrkanal auf Brücken überquerte, die Uferstraßen aber auf der gleichen Ebene kreuzte und den Verkehr dort ständig unterbrach. Als Material verwendete Schwechten den Greppiner Klinker und eine Vielzahl unterschiedlicher Terrakotta-Formsteine. Legendär war die architektonische Gliederung der platzseitigen Hallenwand. Die korbbogenförmige Giebelwand wurde durch eine zweischalige Rundbogenreihe auf schmalen Pfeilern getragen. Die Hallenkonstruktion aus Fachwerk-Eisenbindern realisierte der als Schriftsteller bekannte Heinrich Seidel. Mit einer Höhe von 34 Metern und einer Binderlänge von 62 Metern besaß die Halle damals die größte Spannweite auf dem Kontinent. „Das Dach überspannt frei und ohne jede Unterstützung einen Raum von 10.200 m², so daß sich gleichzeitig 40.000 Menschen darunter aufhalten können.“
Die Bauzeit des technisch aufwendigen und komplizierten Bauwerks betrug sechs Jahre, von 1874 bis 1880. Der Neubau wurde nach der behördlichen Abnahme am 10. Juni 1880 fünf Tage später, am 15. Juni 1880, als Berlin-Anhaltischer Eisenbahnhof ohne förmliche Feier mit der aufgrund großen Publikumsandrangs um fünf Minuten verspäteten Abfertigung des Frühzugs nach Lichterfelde um 5:45 Uhr einfach in Betrieb genommen; eine Teilnahme von Kaiser Wilhelm I. und Reichskanzler Otto von Bismarck an der Eröffnung ist nicht belegt.
Dagegen gab es für den Kaiser und die „Höchsten und allerhöchsten Herrschaften“ auf dem Bahnhof eine separate, eigene Wartemöglichkeit. Der Torbogen des Eingangs, der zu diesen an der Westseite des Bahnhofs gelegenen Räumen führte, ist erhalten und wird in der Dauerausstellung des Deutschen Technikmuseums (DTM) gezeigt.
Ab 1882 fuhren vom Anhalter Bahnhof auch die Züge der Dresdener Bahn ab, weil sich der Betriebsablauf bei wachsendem Verkehr durch die Kreuzung der beiden Bahntrassen zunehmend erschwerte.
Auf dem Anhalter Bahnhof fanden große Staatsempfänge statt, wenn Kaiser Wilhelm II. ausländische Staatsgäste empfing. Ein herausragendes Ereignis war der 21. Mai 1913. An diesem Tag kam der russische Zar Nikolaus II. zur Hochzeit der Kaisertochter Viktoria Luise am Anhalter Bahnhof an.
Vom Anhalter Bahnhof aus verliefen die Eisenbahnverbindungen nach Halle (Saale), Leipzig, Frankfurt am Main und München über die Anhalter Bahn sowie nach Dresden über die Dresdener Bahn. Über den Anhalter Bahnhof war Berlin mit Wien, Budapest, Triest, Marienbad, Karlsbad (in Österreich-Ungarn), mit Rom, Mailand, Genua, Venedig, Marseille, Nizza, Cannes und Athen verbunden. Auch eine Direktverbindung nach Neapel existierte. Ferner war er auch ein möglicher Ausgangspunkt für Afrikareisen, denn die Züge von Berlin nach Triest und nach Neapel hatten einen Schiffsanschluss nach Alexandria in Ägypten, wo wiederum ein Zuganschluss nach Kairo und Khartum bestand. Während des Ersten Weltkriegs hatte der Balkanzug nach Istanbul seinen Ausgangspunkt im Anhalter Bahnhof. Um 1900 wurden täglich 85 Vorortzüge sowie 27 Personenzüge und 26 Schnell- und Durchgangszüge abgefertigt.
„Im 1. Weltkrieg fuhren vom Anhalter Bahnhof Truppentransporte direkt an die Front. […] Gegen Ende des Ersten Weltkrieges kamen Schwarzhändler und Schieber […] Arbeitslose und Hungernde. […] An keiner anderen Stelle in Berlin war die Chance, unerkannt bei einer plötzlichen Polizeirazzia zu entkommen, so groß wie in den weitläufigen Gängen und unterirdischen Hallen des Anhalter Bahnhofs.“

### Weimarer Republik und Nationalsozialismus

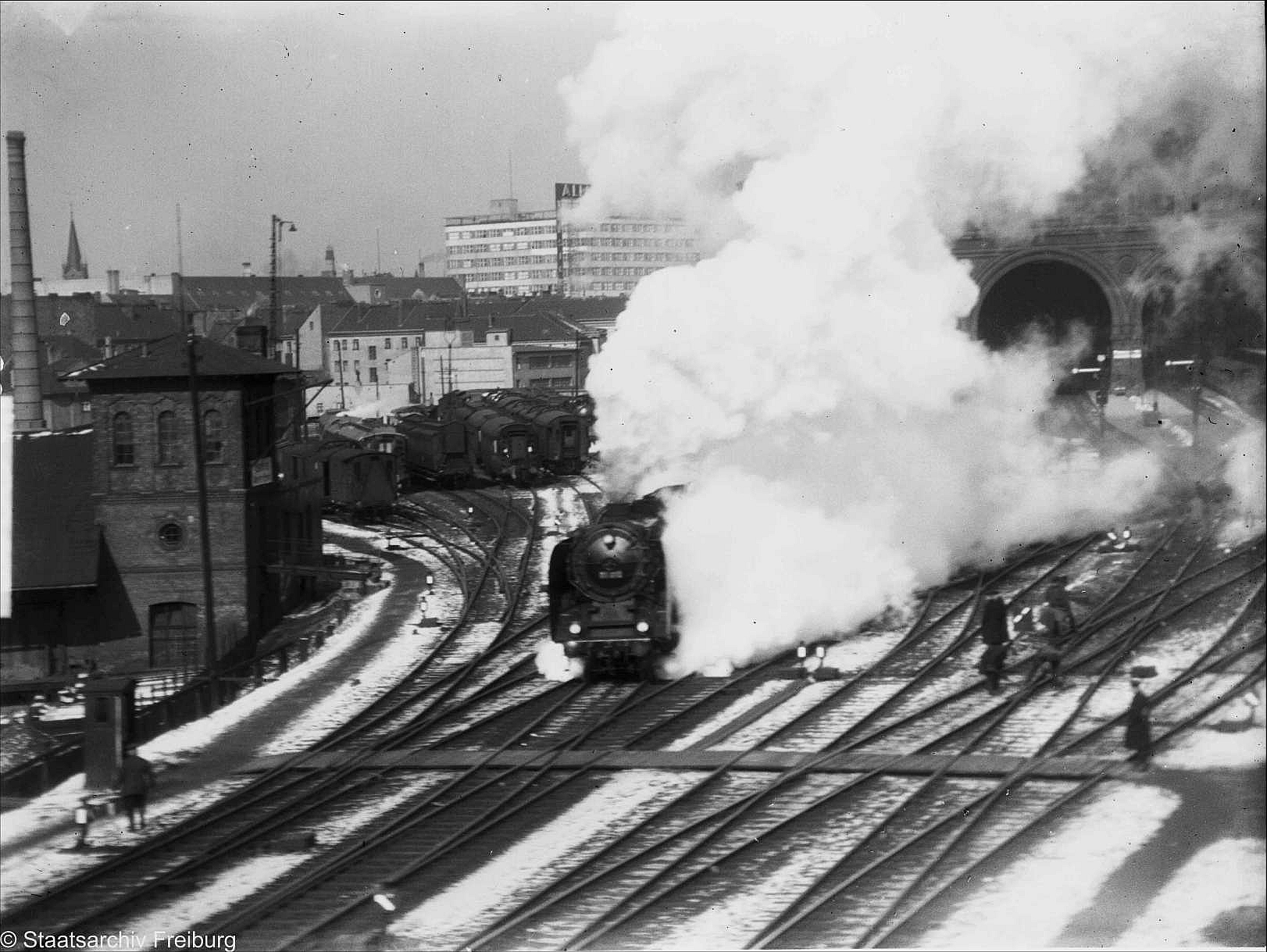
Ausfahrender Schnellzug im Gleisvorfeld des Anhalter Bahnhofs, 1931

Wenige Jahre nach dem Niedergang „war der alte Glanz wieder zurück. […] In den zwanziger Jahren begann die Luxusreisewelle. Die Mitteleuropäische Schlafwagen und Speisewagen A.G. (MITROPA) entwickelte die komfortablen Salonwagen der neuen Reisezuggeneration.“ Nach dem Adel konnte sich zunehmend auch das gehobene Bürgertum Ferienreisen zu den beliebten Urlaubszielen an der italienischen oder französischen Riviera, der Nord- und Ostseeküste oder in den Schweizer Alpen leisten. Ab 1923 war der Anhalter Bahnhof auch Ausgangspunkt für Fernschnellzüge (FD), beginnend mit dem FD 79/80 zwischen Berlin und München mit Kurswagen nach Rom. Neben den Fernschnellzügen, Schnellzügen und Eilzügen der Deutschen Reichsbahn verkehrte ab 1931 mit dem Riviera-Express auch wieder ein Luxuszug der Compagnie Internationale des Wagons-Lits (CIWL) vom Anhalter Bahnhof.
Ab 1928 war der Bahnhof durch den Excelsior-Tunnel (als „längster Hoteltunnel der Welt“ bezeichnet) auf direktem Weg mit dem Hotel Excelsior verbunden. Unter der Königgrätzer Straße, der heutigen Stresemannstraße, befanden sich fünf Verkaufsräume. „Am Askanischen Platz […] traf sich in den zwanziger und dreißiger Jahren die Schickeria von Berlin. […] ab Sommerfahrplan 1935 [gehörten] die innerhalb Deutschlands verkehrenden Schnelltriebwagen […] zum täglichen Bild des Anhalter Bahnhofs.“ 1929, so das Bahn-Reise-Magazin Beiderseits vom Schienenweg, bedienten täglich 100 Züge etwa 20.000 Reisende. Während der Leipziger Messe sollen es jeweils 60.000 gewesen sein.
In den Tagen der Olympischen Sommerspiele 1936 in Berlin soll am Anhalter Bahnhof etwa alle zwei Minuten ein Zug abgefahren oder angekommen sein. In den Umbauplänen für Berlin unter der Herrschaft der Nationalsozialisten sollten auch die großen Fernbahnhöfe weichen. Geplant waren zwei gigantische Hauptbahnhöfe im Norden und Süden der Stadt sowie zwei riesige Güterbahnhöfe.
Paul Celan reiste am Tag nach den Pogromen vom 9. November 1938 durch Berlin, auf dem Weg zum Medizinstudium im französischen Tours. Die noch weit größeres Unheil ankündende Szenerie schilderte er 1963: „Über Krakau / bist du gekommen, am Anhalter / Bahnhof / floß deinen Blicken ein Rauch zu, / der war schon von morgen.“
Nicht einmal drei Wochen nach den Novemberpogromen war der Anhalter Bahnhof am 1. Dezember 1938 Ausgangspunkt des ersten Kindertransports. Von ihm wurden 196 jüdische Kinder über Hoek van Holland nach England gebracht, um sie vor nationalsozialistischen Verfolgungen zu schützen. Es war der Beginn einer bis zum Beginn des Zweiten Weltkriegs andauernden Rettungsaktion, durch die etwa 10.000 jüdische Kinder aus Deutschland und umliegenden Ländern in Sicherheit gebracht werden konnten.
Am 9. November 1939 ging der südliche Teil der Berliner Nordsüd-S-Bahn vom Bahnhof Potsdamer Platz zur Anhalter und Wannseebahn in Betrieb. Im Anhalter Bahnhof entstand ein unterirdischer S-Bahnhof mit zwei Bahnsteigen.

### Zweiter Weltkrieg

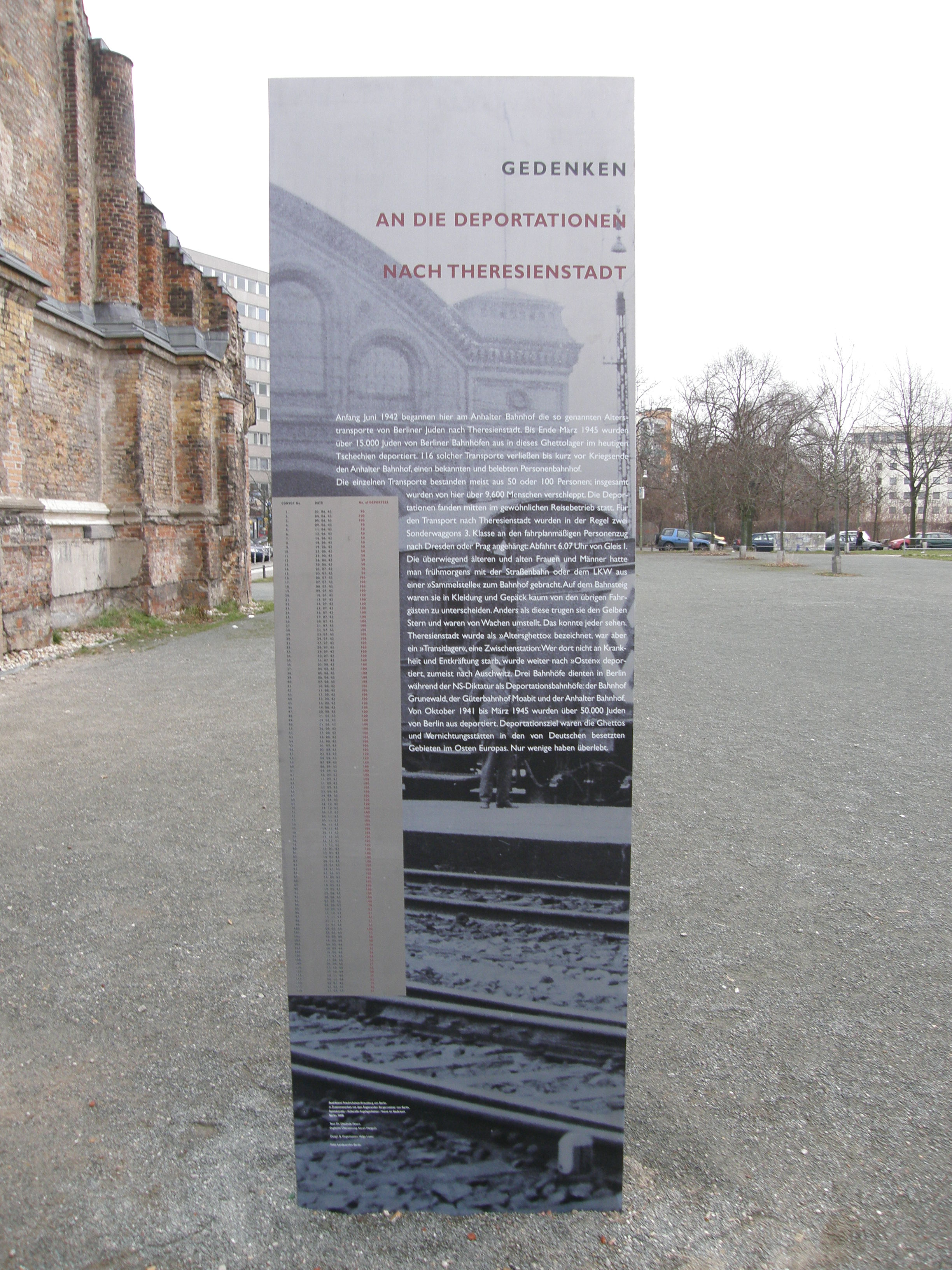
Stele zum Gedenken an die Judendeportationen

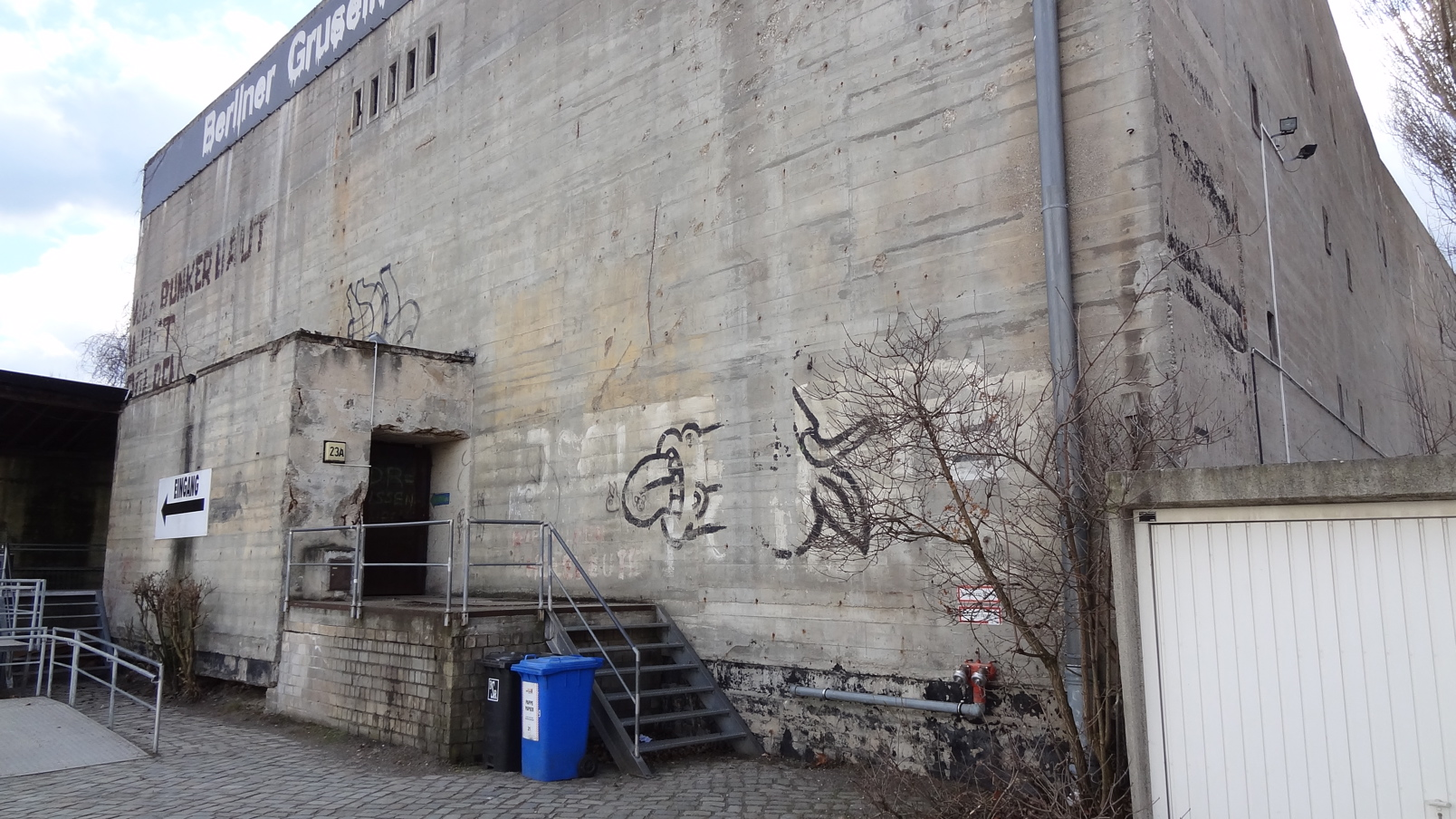
Der Hochbunker am Anhalter Bahnhof, 2014

Bis 1943 blieb der Betrieb auf dem Anhalter Bahnhof von alliierten Luftangriffen unbeeinträchtigt. Ab 1942 nahm die Anzahl der ein- und auslaufenden Züge deutlich ab. Das Bild bestimmten nun Fronturlauber, Lazarettzüge und „die schwarz gekleideten SS-Schergen, die sich im Gewühl des Anhalter Bahnhofs breit machten.“
Ab Juni 1942 erfolgten Judendeportationen auch vom Anhalter Personenbahnhof. Es handelte sich hierbei um sogenannte „Alterstransporte“, mit denen Berliner Juden in das KZ Theresienstadt gebracht wurden. Die Transporte fanden in der Regel morgens mit planmäßigen Zügen statt, an die ein bis zwei Personenwagen dritter Klasse angehängt wurden. Insgesamt wurden vom Anhalter Personenbahnhof in 116 Zügen über 9600 Menschen deportiert. Weitere Deportationen erfolgten vom Bahnhof Grunewald und vom Güterbahnhof Moabit. Insgesamt wurden über 50.000 Juden aus Berlin verschleppt. Seit dem 27. Januar 2008 erinnert eine Stele hinter der Portalruine an die Judendeportationen vom Anhalter Bahnhof.
Im Rahmen des Führer-Sofortprogramms wurden an ausgewählten verkehrsreichen Zentren Bunker für Passanten, Reisende und Anwohner errichtet – so auch der Hochbunker am Anhalter Bahnhof. Er war für eine Belegung mit 3000 Personen vorgesehen.
Nachdem die Bahnhofshalle durch alliierte Luftangriffe am 3. Februar 1945 schwer beschädigt wurde und ausbrannte, wurde sie nur enttrümmert und notdürftig betriebsfähig gemacht. Die vier Hallenwände standen noch und wurden in einer Schadenskarte als wiederaufbaufähig eingestuft. Die eingestürzte Stahlkonstruktion des Hallendaches wurde zerschnitten und entfernt.
„Die Bevölkerung benutzte die Eisenbahnen jetzt nur noch zur […] Massenflucht aus dem verwüsteten und von den Aufsichtsbehörden nicht mehr kontrollierbaren Berlin […]“

### Kampf um den Anhalter Bahnhof 1945
Nach dem Beginn der Beschießung der Innenstadt in der Schlacht um Berlin suchten die Bewohner südlicher Stadtteile Schutz in den Anlagen des Anhalter Bahnhofs, dem einzigen der Bevölkerung frei zugänglichen Monumentalbau, gegen die Artillerie boten die Mauern Schutz.
Ein Offizier einer deutschen Panzereinheit berichtet:

„Neuer Gefechtsstand Anhalter Bahnhof. Bahnsteige und Schalterräume gleichen einem Heerlager. In Nischen und auf Winkeln drängen sich Frauen und Kinder. Andere sitzen auf ihren Klappstühlen. Sie horchen auf den Lärm der Kämpfe. Die Einschläge erschüttern die Tunneldecke. Betonstücke brechen herab. Pulvergeruch und Rauchschwaden in den Schächten. Lazarettzüge der S-Bahn, die langsam weiterrollen.“

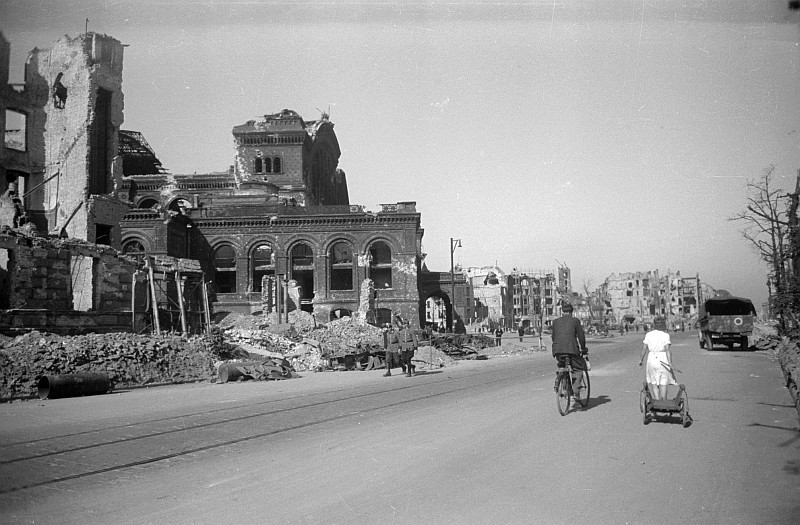
Der kleine Vorbau rechts an der Ruine ist das noch erhaltene Portal

Auch die unterirdischen Etagen und der S-Bahnhof füllten sich mit Menschen und der nebenan liegende Anhalter Hochbunker war drei- bis vierfach überbelegt. Der Anhalter Güterbahnhof – die Lagerhallen, Werkstätten, Waggonreihen und Lokomotivschuppen – boten der Verteidigung gute Bedingungen. Die innere Verteidigungslinie Berlins verlief am nahegelegenen Landwehrkanal.
Am 25. April rückten die sowjetischen Truppen in Neukölln über den Hermannplatz (Sprengung von Karstadt) und über die Hasenheide weiter zum Mehringplatz.
Die deutschen Truppen sammelten sich nun hinter dem Landwehrkanal und am Abend des 26. April sprengte ein mobiles Wehrmachtskommando die Brücken vom Gebäude der Reichsbahndirektion bis über das Hallesche Tor hinaus.
Wenig später – in der Nacht zum 27. April 1945 – trafen auch die ersten Panzer der Roten Armee unter Führung des Generalobersten Tschuikow am Landwehrkanal ein. Die zerstörten Brücken und die gut postierte Verteidigung am Nordufer hatten den Vormarsch vorerst jedoch gestoppt. Der 27. April war nach übereinstimmenden Berichten eine Art „Ruhetag für die Truppen“ an diesem Abschnitt, an dem auch der Beschuss nur sporadisch erfolgte. Am 28. April (hielt) „den ganzen Tag über […] die sowjetische Aufklärungstätigkeit an, um die Tunnel, die unter dem Kanal durchführten, […] zu erkunden. Es stellte sich heraus, daß die engen Tunnels alle verbarrikadiert und in regelmäßigen Abständen bemannt worden waren, so daß sie für den Vorstoß nicht nutzbar waren.“
Am 29. April begann der Angriff, der im Laufe des Tages über die Trümmer des Hochbahnhofs Möckernbrücke gelang: Ein Verband der 39. Gardedivision, eine Kompanie des 12. Garde-Schützenregiments benutzte den Weg am Kanal über die Zugänge zur Siele, „um so gedeckt die zerstörte Fußgängerbrücke, die über den Kanal zum hochliegenden U-Bahnhof Möckernbrücke auf dem Nordufer führte, zu erreichen. Es gelang ihr, die Brückentrümmer zu überqueren und den Bahnhof zu erobern, so daß der Rest des Bataillons folgen konnte. Weiter östlich am Halleschen Tor gelang es den Pionieren, Pontons zu Wasser zu bringen, so daß die Panzer zum Belle-Alliance-Platz [seit 1947: Mehringplatz] vorstoßen konnten.“
Die Ruine des Bahnhofs war nicht umkämpft, doch im oberirdisch völlig vermauerten und unzugänglichen Hochbunker erschien die Lage den Menschen hoffnungslos. Die Dramen spielten sich nun unterirdisch ab. Nachdem die letzte Wasserpumpe am Askanischen Platz zerschossen war und im Anhalter Hochbunker Strom und Lüftungsanlagen ausfielen, wurden die 10.000–13.000 zusammengedrängten Menschen am 1. Mai 1945 in den S-Bahnhof evakuiert. Wehrmachtssoldaten mit Fackeln und – an einer Station – Rotkreuz-Schwestern führten den „Elendstreck“ durch den Nord-Süd-Tunnel bis zum Stettiner Bahnhof. Nach Augenzeugenberichten kam der organisiert verlaufende „Treck“ der Bunkerinsassen der Sprengung der Tunneldecke unter dem Landwehrkanal am Morgen des 2. Mai 1945 zuvor, die den Nord-Süd-Tunnel der S-Bahn flutete. Über einen Verbindungsgang am Bahnhof Friedrichstraße wurden auch große Teile des U-Bahn-Netzes geflutet (siehe: Geschichte der Berliner U-Bahn).
Der Anhalter Bahnhof hatte militärisch für beide Seiten nach der Überwindung des Landwehrkanals und der Erstürmung der Außenbereiche keine besondere Bedeutung mehr – die russischen Angriffstruppen wurden erst wieder beim nahegelegenen Gebäude des Reichsluftfahrtministeriums (heute: Detlev-Rohwedder-Haus/Bundesfinanzministerium) aufgehalten. Dadurch lag der Bahnhof bereits wieder im ‚Hinterland‘ und seine Widerstandsnester blieben der nachfolgenden Infanterie überlassen.

### Nachkriegszeit

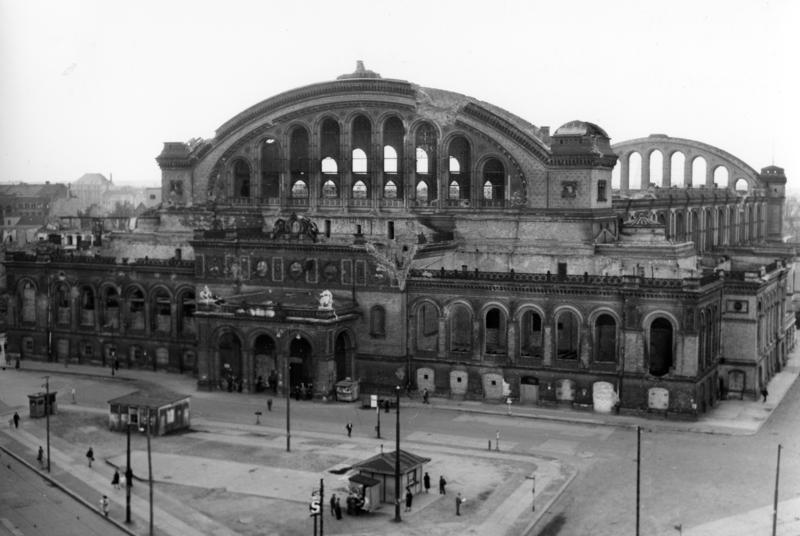
Ruine des Anhalter Bahnhofs, 1951

In der Nachkriegszeit befand sich der Anhalter Bahnhof durch die nun erfolgte Sektorenbildung im Westteil Berlins. Von den Alliierten wurde jedoch die Grundsatzvereinbarung getroffen, dass „unbeschadet der Sektoreneinteilung im Interesse der Sicherheit und der Aufrechterhaltung des Transportwesens das gesamte Eisenbahnwesen innerhalb der […] Grenzen der Stadt Berlin der Sowjetischen Militäradministration [untersteht].“ Die sowjetischen Behörden rekonstruierten in ihrem Bereich das Eisenbahnnetz – in Berlin wurde später der Schlesische Bahnhof in Ostbahnhof umbenannt und zum neuen Hauptbahnhof ausgebaut –, während sich die Westalliierten auf die Einrichtung von Fluglinien verlegten. Doch „die Berliner waren fest davon überzeugt, daß der [Anhalter] Bahnhof für den Verkehr die einstmals gehabte Bedeutung wieder erlangen würde.“ Am 15. März 1948 wurde die Dachkonstruktion des Anhalter Bahnhofs gesprengt, was noch als Maßnahme für den Wiederaufbau galt. Am 16. Juni 1948 wurde der rund um die Uhr betriebene Wartesaal wieder geöffnet, doch schon am 24. Juni 1948 „verhängen die Sowjets die Blockade für die Westsektoren von Berlin. Aller Verkehr zu Lande, zu Wasser und auf der Schiene wird eingestellt. […] Vom Anhalter Bahnhof verkehrt nach Beendigung der Blockade kein Zug mehr in die westlichen Besatzungszonen. Der Verkehr wird […] sogar rückläufig. […] Die Aufbauarbeiten werden nicht wieder fortgesetzt.“
Der Zugverkehr beschränkte sich aus betrieblichen, aber vor allem aus politischen Gründen auf wenige Fern- und Personenzüge in die Sowjetische Besatzungszone/DDR. Ab 1951 verkehrten hier nur noch wenige Nahverkehrszüge nach Brandenburg und Sachsen-Anhalt. Im gleichen Jahr wurde die S-Bahn von Lichterfelde Süd zum neuen Endbahnhof Teltow/Anhalter Bahn verlängert, der gleichzeitig neuer Endpunkt für die meisten weiterführenden Nahverkehrszüge auf der Anhalter Bahn wurde. Der Vorortverkehr zwischen Anhalter Bahnhof und Teltow wurde eingestellt. Im Vorfeld von Absperrmaßnahmen der DDR zur Isolierung des Westteils Berlins und nach dem Neubau des südlichen Außenrings um West-Berlin herum wurde der Zugverkehr zum Anhalter Fernbahnhof ab dem 18. Mai 1952 endgültig eingestellt. Die noch immer weitgehend zerstörten Bahnhofsanlagen waren nun dem Verfall preisgegeben.

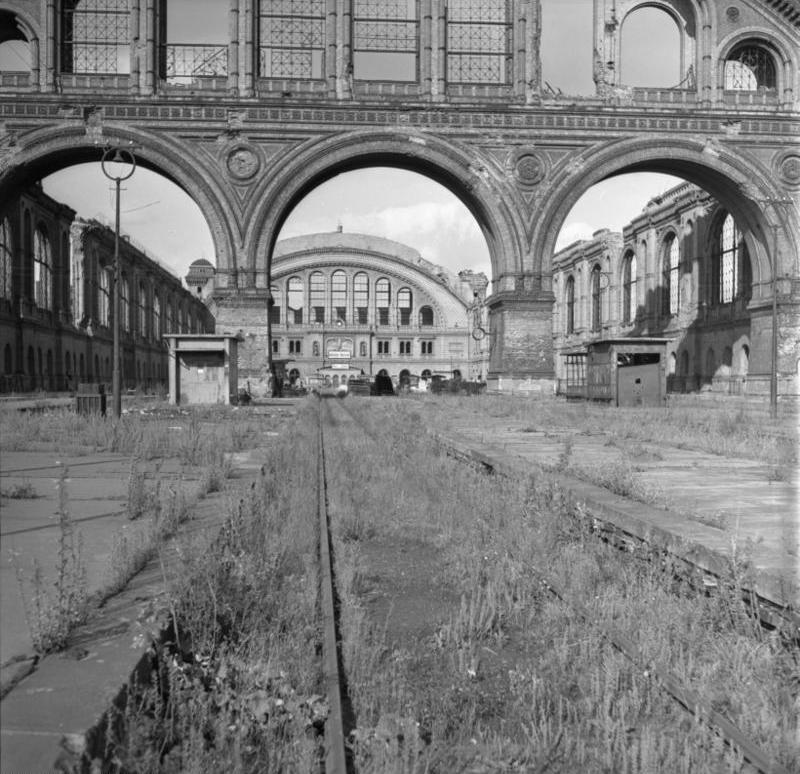
Blick vom Gleisvorfeld in die Halle, 1955
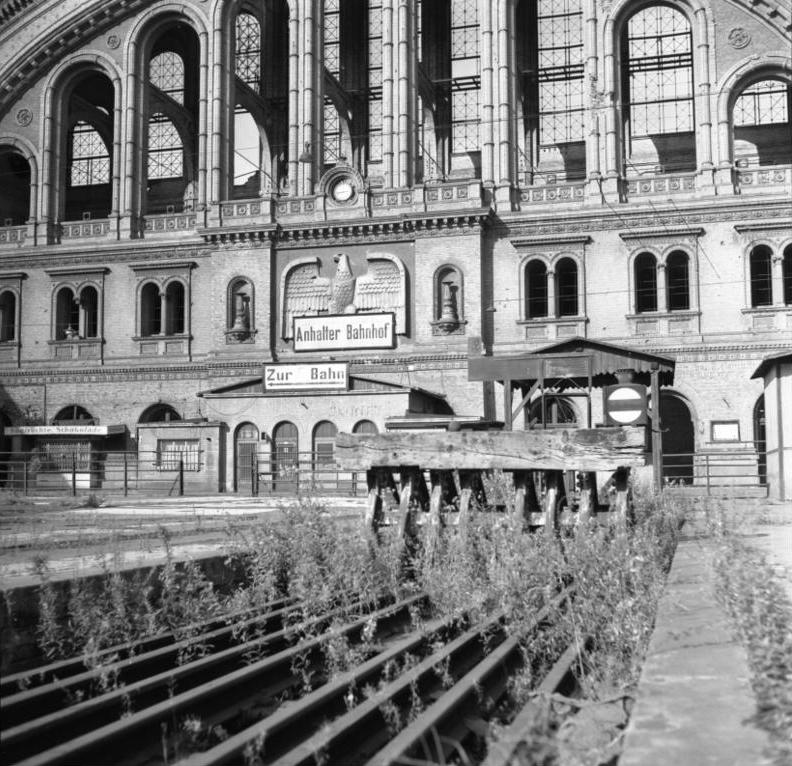
Innenseite der nördlichen Hallenstirnwand, 1955
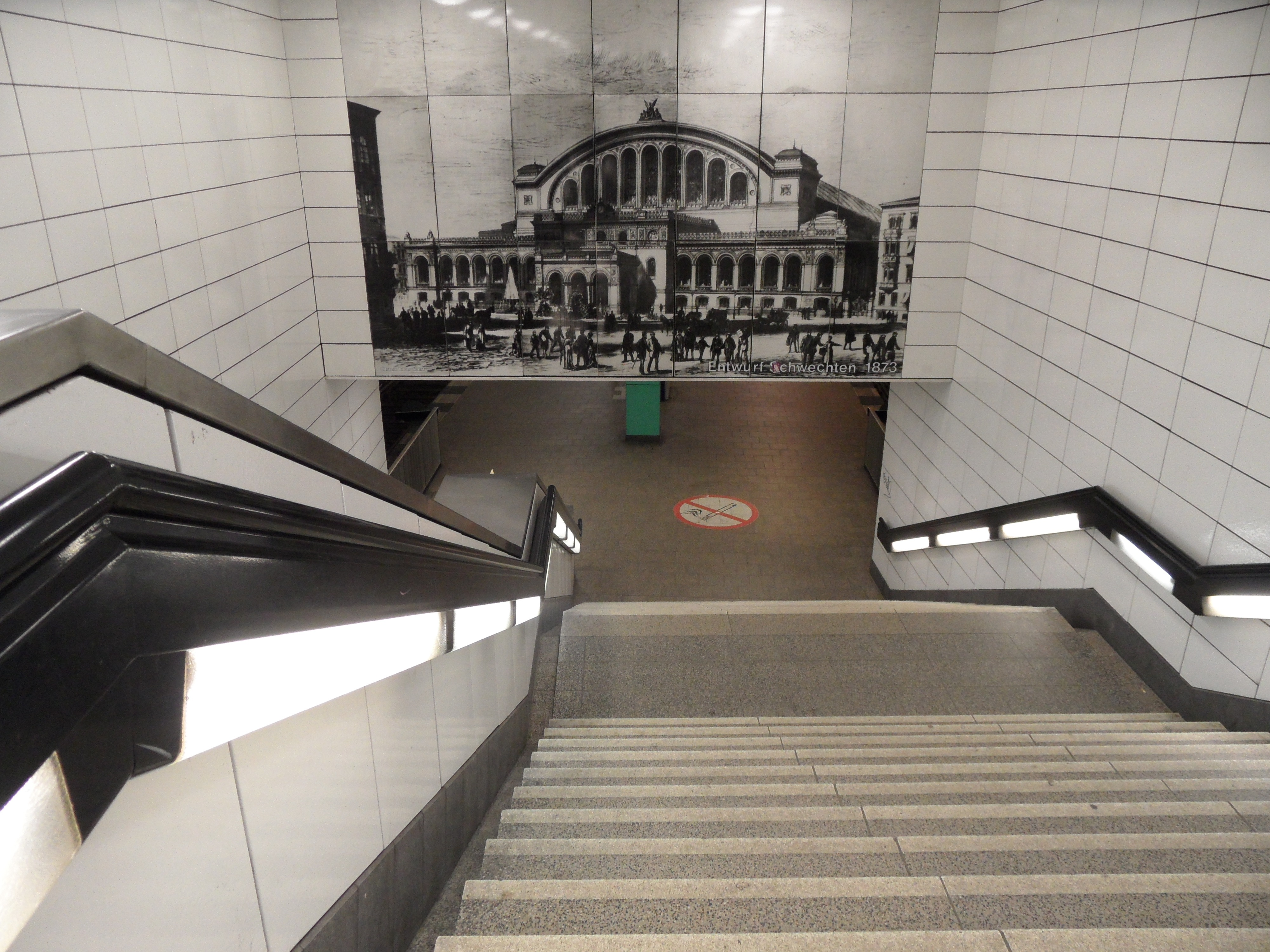
Zugang zum tiefliegenden S-Bahnhof
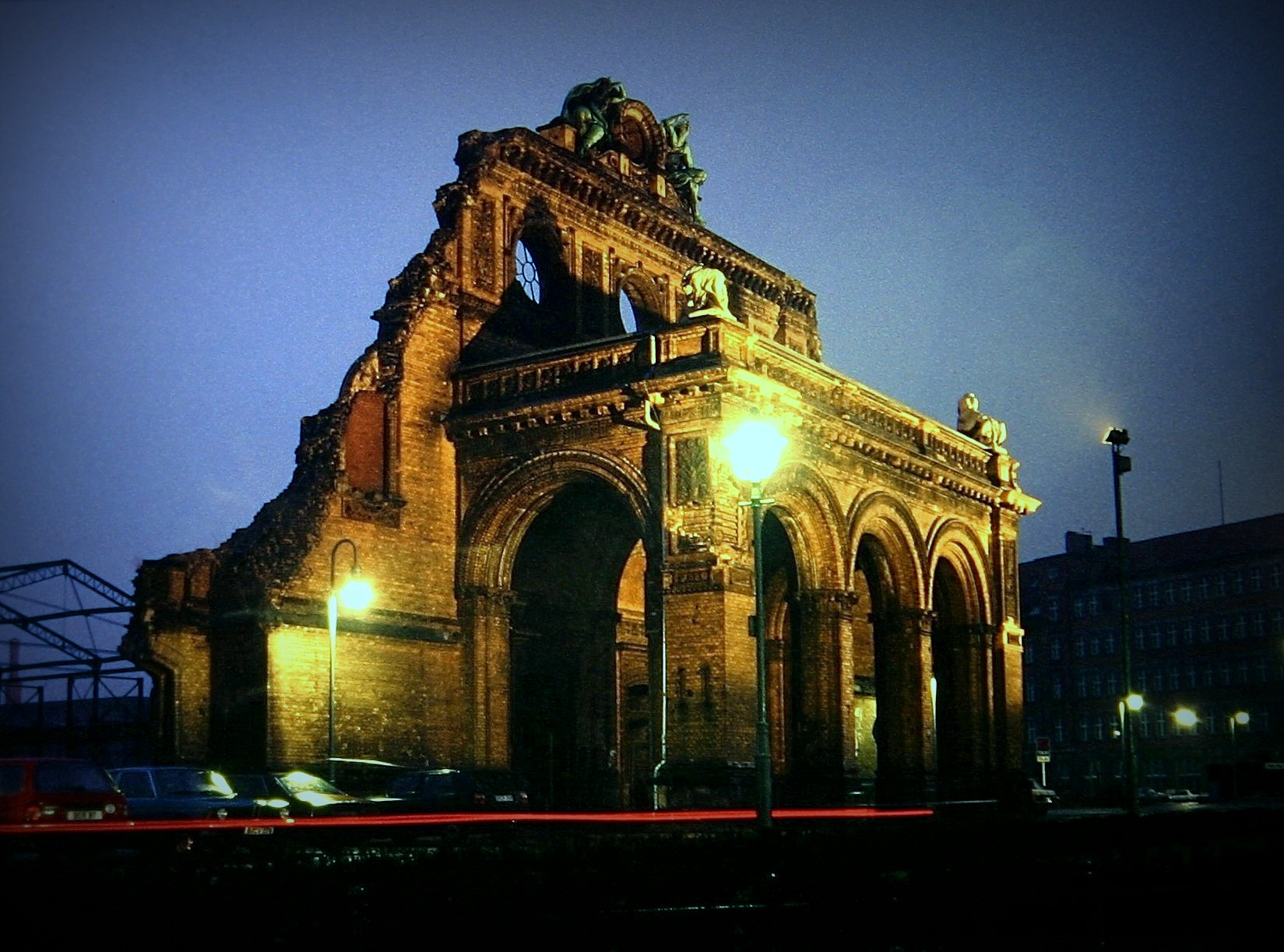
Anhalter Bahnhof, Berlin 1988
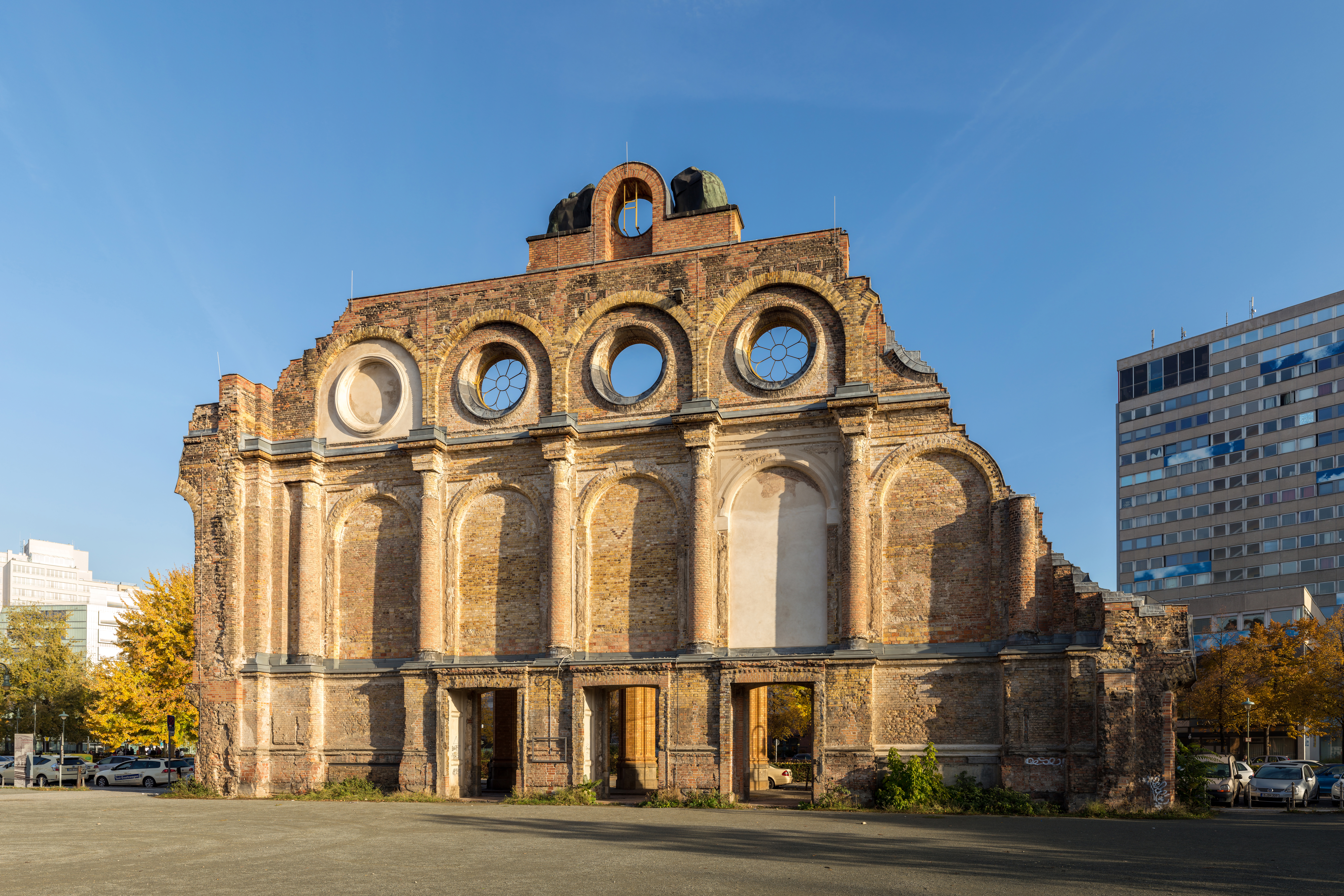
Rückseite des Portikusfragments im Oktober 2015, Ansicht von Südost

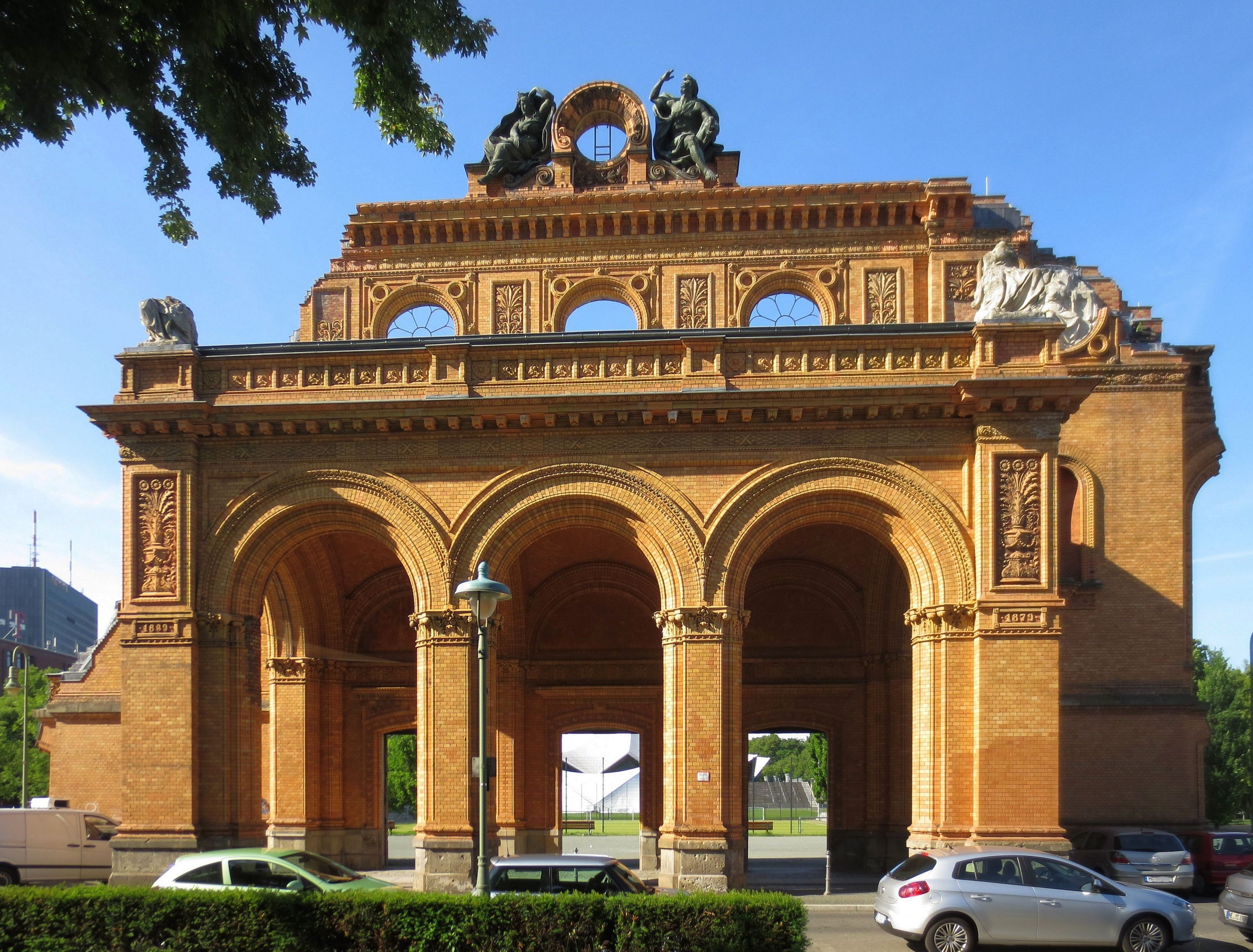
Fragment des Bahnhofsportikus im Jahr 2005, Straßenseite, mit den allegorischen Figuren Tag und Nacht

Trotz starken Widerstandes der Fachwelt und der Architekten- und Baukammern sollte das seit den 1930er Jahren unter Denkmalschutz stehende Bahnhofsgebäude auf Betreiben des damaligen Bausenators Rolf Schwedler zum Abbruch freigegeben werden. Begründet wurde der Abriss teilweise mit der Notwendigkeit zum Neubau eines größeren Bahnhofes an gleicher Stelle, für den es bereits Architektenentwürfe gab, und mit der Einsturzgefahr der freistehenden Hallenwände. Der Abriss erwies sich aufgrund des sehr stabilen und harten Mauerwerksverbandes jedoch als derart schwieriges Unterfangen, dass mehrere Abrissfirmen sich wirtschaftlich verkalkulierten und in der Folge Konkurs anmelden mussten. Die Terrakotta-Formteile des Kaiserportals wurden gesichert und später im Eingangsbereich der Eisenbahnabteilung des Deutschen Technikmuseums in Berlin wieder aufgebaut.
Nach der Sprengung der Halle 1959, veranlasst durch den Senat, blieb 1961 nur noch der Portikus mit einem Teil der überdachten gemauerten Vorfahrt stehen. Bürgerproteste verhinderten den Abbruch des übriggebliebenen Torsos. Er blieb als Erinnerung an den bekannten Berliner Bahnhofsbau stehen. Die beiden Figuren von Ludwig Brunow zu beiden Seiten der ehemaligen Uhr oberhalb des Eingangsportals symbolisieren den Tag (in die Ferne schauend) und die Nacht (die Augen geschlossen). Von 2003 bis 2005 wurde die Portikusruine saniert und gesichert. Die verrostete eiserne Tragstruktur im Inneren der Figuren Tag und Nacht war nicht mehr restaurierbar, weshalb die beiden Plastiken 2004 durch Kopien aus Bronzeguss ersetzt wurden. Die Originale befinden sich seitdem im Deutschen Technikmuseum.
Die Seitenwände der ehemaligen Bahnhofshalle wurden durch die Anpflanzung langstieliger Eichen markiert, in deren Mittelteil Ballspielfelder eingerichtet wurden. Nach der Entwidmung des Bahngeländes wurde 2002 unmittelbar neben den Fundamenten des ehemaligen Südportals die Veranstaltungsstätte Tempodrom nach Plänen des Architekturbüros Gerkan, Marg und Partner als „festes Zelt“ errichtet. Im Untergeschoss befindet sich ein Wellnessbetrieb.

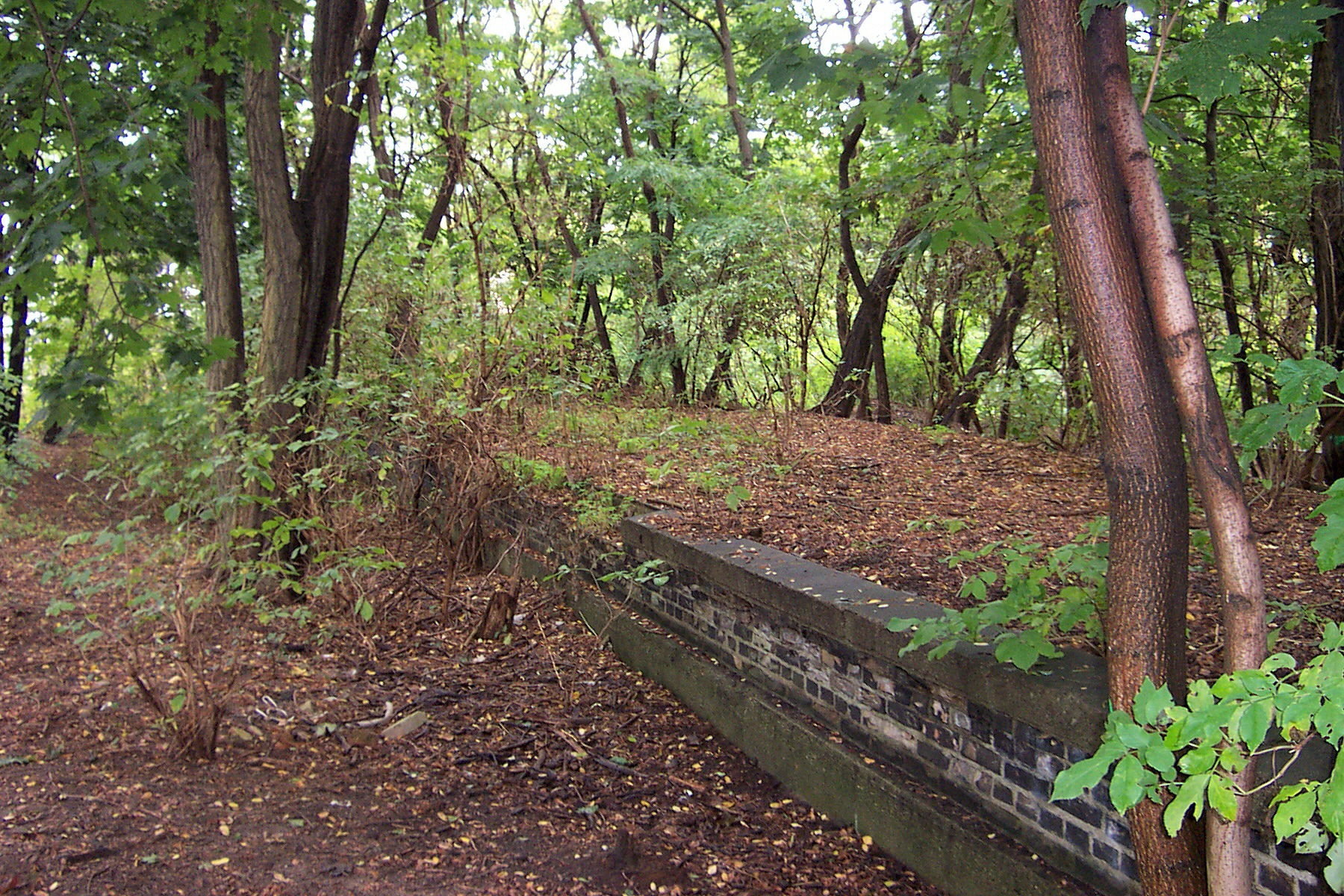
Überreste der Bahnsteige

Die Natur hat seit der Stilllegung des Bahnbetriebes das Areal des Bahnhofskopfes auf dem erhöhten Bahnplanum zurückerobert (siehe Elise-Tilse-Park).

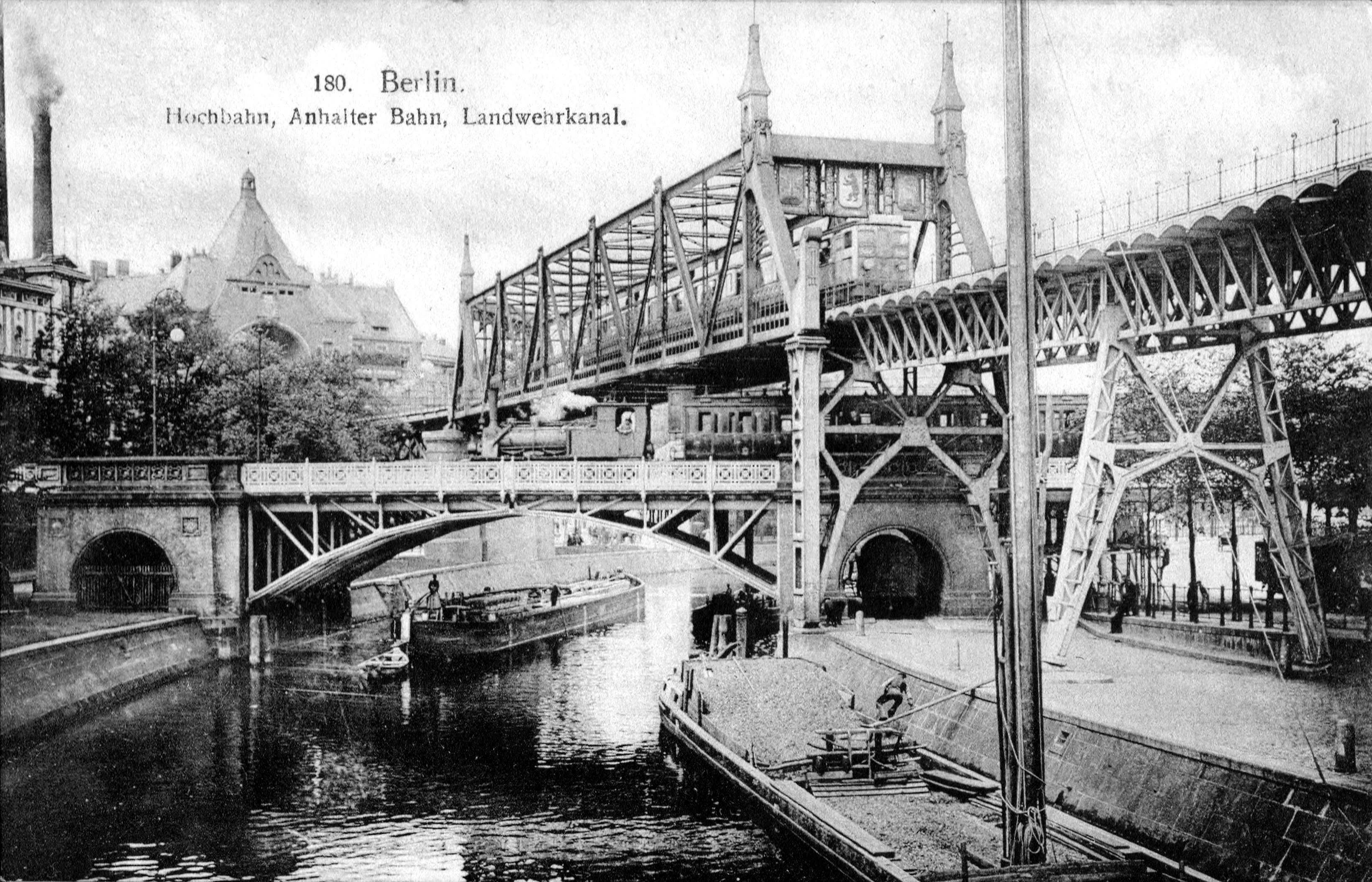
Brücken der Hochbahn und der Anhalter Bahn über den Landwehrkanal, um 1900

Die Brücken über den Landwehrkanal wurden oft als besondere technische Meisterleistung auf Postkarten abgebildet. An dieser Stelle kreuzten sich auf sechs Ebenen die Verkehrswege: unten der Tunnel der Nord-Süd-S-Bahn (ab 1939), oben der Landwehrkanal, die begleitenden Kanaluferstraßen, die Fernbahnbrücke, die Brücke der Hochbahn (ab 1902) und schließlich der Luftverkehr, der oft mit einem Luftschiff dargestellt wurde. Genau an dieser Stelle ereignete sich Anfang Mai 1945 die Sprengung der Decke des Nord-Süd-Tunnels, die den gesamten Tunnel überflutete.
Die vier Bahnbrücken der Anhalter Bahn wurden in den 1960er Jahren abgebrochen, die Brückenwiderlager standen noch einige Jahre. Im Jahr 2001 wurde an dieser Stelle mit dem Anhalter Steg eine Fußgängerbrücke errichtet, die die Parkanlage mit dem Gelände des Deutschen Technikmuseums verbindet. An den Brückenwiderlagern sind mit großen Steinbuchstaben die Worte „BERLIN“ und „ANHALT“ angebracht.

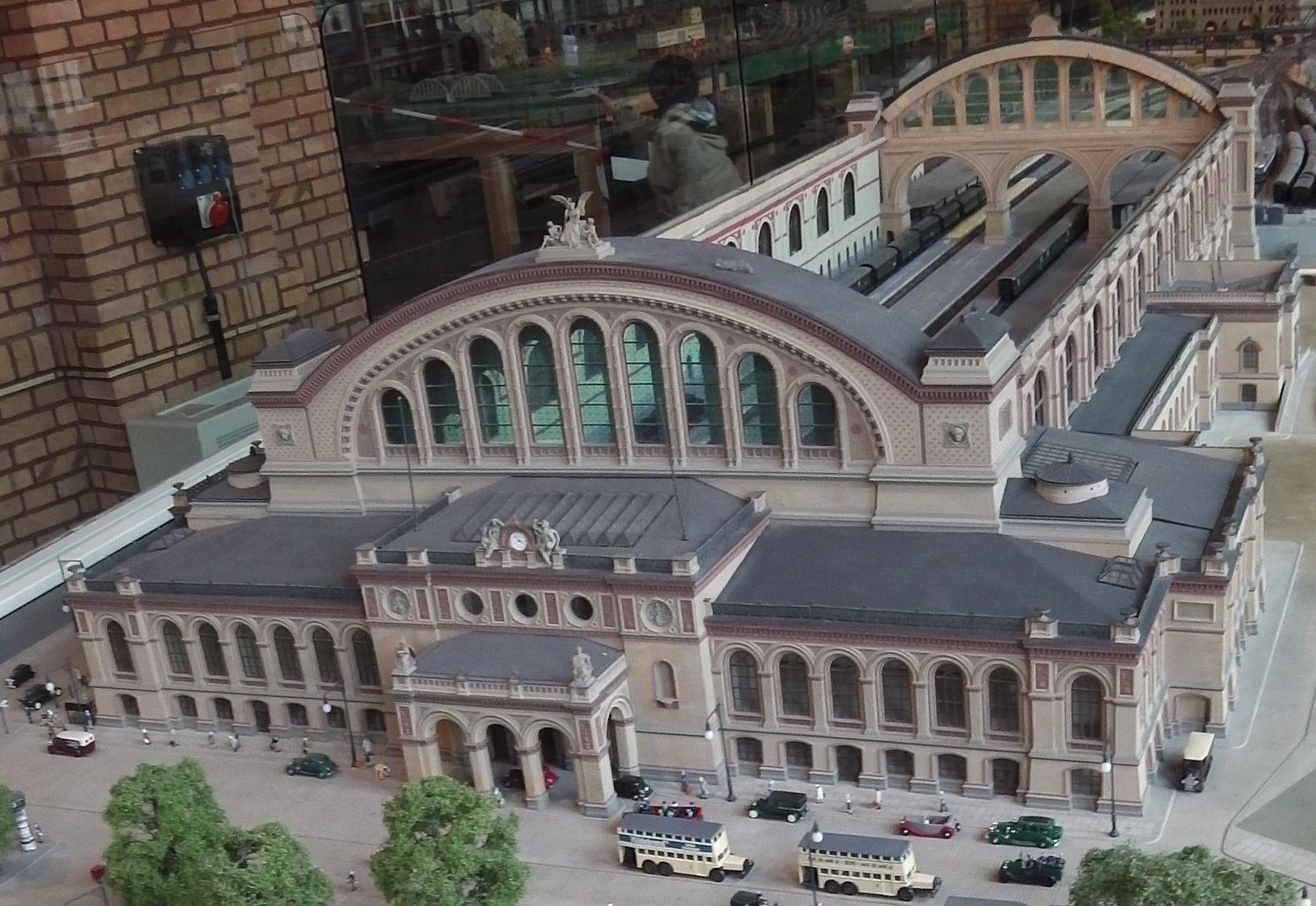
Modell des Anhalter Bahnhofs im Deutschen Technikmuseum Berlin

Das Deutsche Technikmuseum Berlin, das sich zu großen Teilen auf dem Gelände des ehemaligen Bahnbetriebswerks des Anhalter Bahnhofs befindet, zeigt ein umfangreiches Modell des Anhalter Bahnhofs im Zustand von 1939, einschließlich des Güterbahnhofs und des Bahnbetriebswerks (Bw) sowie einiger umliegender Gebäude. Das Modell im Maßstab 1:87 (H0) lässt das Ausmaß der ehemaligen Gleisanlagen erahnen. Das Bw steht insgesamt unter Denkmalschutz

### Zukunft
Die Stiftung Exilmuseum plant unmittelbar am Bahnhofsgebäude den Neubau eines Museums, das sich dem Thema Exil widmen wird. Der Anhalter Bahnhof wurde als Standort ausgewählt, weil sehr viele Deutsche von hier aus ihr Heimatland verlassen haben. Für den Bau wurde 2019/2020 ein internationaler Architektenwettbewerb organisiert, an dem sich neun Büros beteiligt haben. Die Juryentscheidung fiel am 13. August 2020 und das Ergebnis der ersten drei Ränge wurde am Folgetag der Öffentlichkeit präsentiert. Der Siegerentwurf des dänischen Architektenbüros Dorte Mandrup sieht einen geschwungenen Baukörper mit Ziegelfassade vor, der Abstand zum erhaltenen Portalfragment hält. Die Eröffnung des Museums war ursprünglich für 2025 vorgesehen, wurde aber zwischenzeitlich auf 2028 verschoben.
Bürgerinitiativen fordern hingegen den Wiederaufbau des im Krieg vergleichsweise verschonten Bahnhofgebäudes, wobei eine kulturelle Nutzung nicht ausgeschlossen ist, ähnlich wie beim Musée d’Orsay in Paris.

## S-Bahnhof

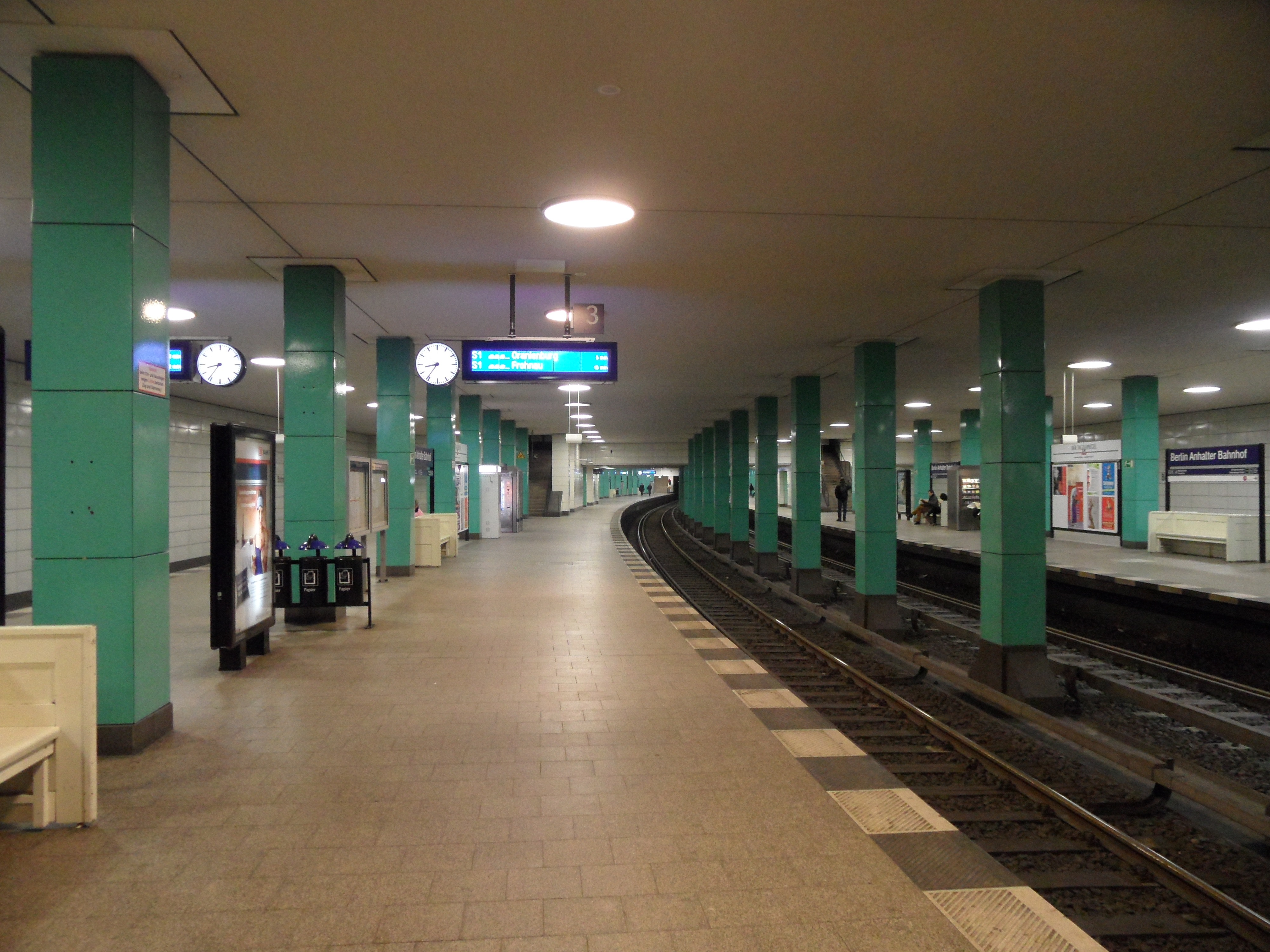
S-Bahnhof, 2012

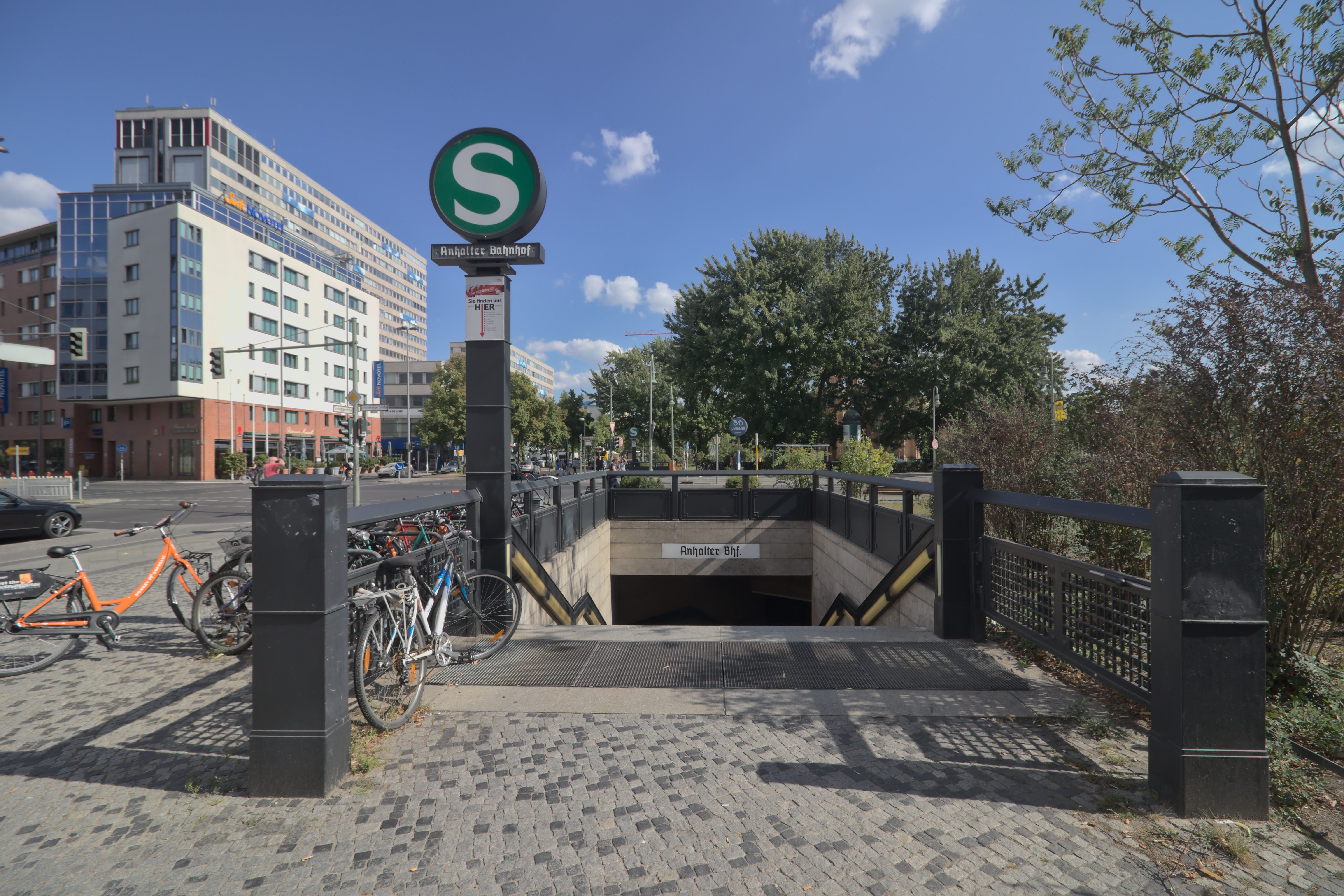
Abgang zum S-Bahnhof von der Stresemannstraße

### Eröffnung des Tunnelbahnhofs der S-Bahn
Nach der Fertigstellung des Nord-Süd-Tunnels wurde am 9. Oktober 1939 der unterirdische S-Bahnhof Anhalter Bahnhof eröffnet, der nach Plänen des Reichsbahnarchitekten Richard Brademann entstand. Er nimmt die aus Richtung Süden (Südkreuz und Schöneberg) kommenden Züge am östlichen Bahnsteig, die aus dem Nord-Süd-Tunnel kommenden Züge am westlichen Bahnsteig auf. Am Südkopf befinden sich zwei Abstellgleise.
Die im Jahr 1937 begonnene Umsetzung von Hitlers Plänen für die gigantomanische Umgestaltung Berlins zur „Welthauptstadt Germania“ führten auch für die im Bau befindliche Nord-Süd-Verbindung der S-Bahn zu bedeutenden Änderungen. Die Bauarbeiten am südlichen Abschnitt wurden für mehrere Monate unterbrochen, um die Baupläne zu ändern.
Danach wurde der 1936 bereits weit fortgeschrittene Bau des Nordkopfs der unterirdischen S-Bahn-Station umgebaut, und Tunnelstutzen sowie ein unterirdisches Überführungsbauwerk für die als Teil der „Germania“-Pläne vorgesehene Ost-West-S-Bahn zum Görlitzer Bahnhof wurden errichtet. Die Bahnsteigkante 1 kann nur noch für vom Görlitzer Bahnhof kommende Züge, aber nicht mehr für Züge vom Potsdamer Platz genutzt werden. Dort wurde erst 1986 von der BVG ein Stumpfgleis gelegt, um Baufahrzeuge oder andere Fahrzeuge abstellen zu können.
Die Inbetriebnahme der Streckenäste am unterirdischen S-Bahnhof Anhalter Bahnhof:
- 09. Oktober 1939: Einweihung der Strecke nach Wannsee.
- 06. November 1939: Inbetriebnahme der Strecke nach Papestraße (Südkreuz).
- 19. Dezember 1940: Eröffnung eines Übergangs zwischen Untergrundbahnhof und Anhalter Fernbahnhof.

Der Entwurf Richard Brademanns weist trotz der Entstehungszeit in den 1930er Jahren moderne Gestaltungszüge auf. Der unterirdische Bahnhof ist als eine vierschiffige Halle mit flacher Decke ausgeführt. Die quadratischen Stahlstützen sind in drei Reihen, jeweils an den Bahnsteigsmittelachsen, sowie zwischen den inneren Gleisen angeordnet. Die Seitenwände wurden mit weißem Opakglas bekleidet (Plattenformat 53 cm × 32 cm), die Stützen mit grünen Glasplatten. Insgesamt wurde in der Halle rund 4000 m² Glasfläche eingebaut.

### Nachkriegszeit
Durch die Sprengung der Tunneldecke in Höhe des Landwehrkanals im Mai 1945 war der Nord-Süd-Tunnel überflutet, und der S-Bahn-Betrieb musste bis zum 2. Juni 1946 eingestellt werden. Die S-Bahn-Züge endeten vorübergehend am Potsdamer Ringbahnhof. Nach der Reparatur mehrerer Schadstellen im S-Bahn-Tunnel fuhren die Züge aus Richtung Friedrichstraße wieder in den unterirdischen Anhalter Bahnhof ein.
Zeitfolge der Wiederinbetriebnahme des unterirdischen S-Bahnhofs Anhalter Bahnhof nach Kriegsende:
- 27. Juli: Die Züge nach Wannsee fahren wieder.
- 15. August: Die Züge nach Lichterfelde Süd fahren wieder.
- 21. September: Die Züge nach Rangsdorf fahren wieder.
- 15. November 1947: Der durchgehende Betrieb im Nord-Süd-Tunnel wird wieder aufgenommen.

### Übernahme des S-Bahn-Betriebs durch die BVG
Als am 9. Januar 1984 die BVG die Betriebsrechte der S-Bahn für West-Berlin von der Reichsbahn übernommen hatte, wurde der S-Bahnhof für die Züge aus Lichtenrade wieder zur Endstation. Nach heftigen Bürgerprotesten, die die Wiederaufnahme des S-Bahn-Betriebs in Berlin forderten und vom Berliner Fahrgastverband IGEB unterstützt worden waren, wurde der Betrieb ab dem 1. Mai 1984 über Friedrichstraße bis Gesundbrunnen wieder aufgenommen.
Am 1. Februar 1985 wurde der S-Bahn-Verkehr von Anhalter Bahnhof nach Wannsee wiedereröffnet. Für Überführungsfahrten zum Betriebswerk Wannsee war die Wannseebahn noch benutzt worden, als diese Strecke nach dem Berliner S-Bahnstreik 1980 stillgelegt war.
Nach dem Mauerfall vereinbarten die beteiligten Verkehrsunternehmen die Wiederherstellung alter Schienenverbindungen, die durch den Mauerbau getrennt worden waren. Seit dem 28. Mai 1995 verkehrt die S-Bahn wieder zwischen Lichterfelde Ost und Anhalter Bahnhof. Im Jahr 2005 ist die Strecke über Lichterfelde Süd nach Teltow Stadt verlängert worden.

### Sanierung des S-Bahnhofs
Mitte der 1950er Jahre erfolgte eine Grundsanierung des S-Bahnhofs. Die Wände wurden neu gefliest, die Decke gestrichen und die Beleuchtung erneuert. Am 18. August 1991 wurde der Bahnhof erneut zum Endbahnhof, weil der Nord-Süd-Tunnel substanziell und durchgreifend saniert werden musste. Die Wiederinbetriebnahme des S-Bahn-Tunnels erfolgte am 1. März 1992.
Am 10. August 2004 brannte ein Triebwagen der Baureihe 480 (inzwischen Toaster genannt) der Berliner S-Bahn im Gleis 2 des Anhalter Bahnhofs völlig aus. Durch das Eingreifen des Triebwagenführers, des Bahnhofspersonals und eines mitreisenden freiwilligen Feuerwehrmanns konnten alle Fahrgäste in Sicherheit gebracht und eine Katastrophe verhindert werden.
Als Konsequenz aus diesem Vorfall verlängerte die Deutsche Bahn die bereits bestehenden Treppenanlagen am Südende der Bahnsteige durch eine Treppenanlage ins freie Gelände vor dem Bau des Tempodroms. Der Bahnhof wurde bis zum 23. Dezember 2004 für Aufräumarbeiten geschlossen, die S-Bahnen fuhren ohne Halt durch. Nach dem Einbau von Brandschutzverkleidungen wurde der Richtungsbahnsteig nach Norden wieder für den Verkehr geöffnet. Die Arbeiten auf dem südlichen Richtungsbahnsteig zogen sich weitere zwölf Monate hin.
Der Bahnhof konnte 16 Monate nach dem Brand am 20. Dezember 2005 wieder komplett in Betrieb genommen werden. Die ursprünglichen Pläne, die Sanierung bis zum Juli 2005 abzuschließen, waren wegen der Insolvenz des federführenden Planungsbüros ins Stocken geraten.
Ab Frühjahr 2007 wurde die Deckenverkleidung eingebaut und der Eingangsbereich instand gesetzt. Nach Angaben der Bahn beliefen sich die Kosten für die Brandschutztechnik auf 2,5 Millionen Euro; 1,5 Millionen Euro entfielen auf die rund 5000 m² große Decke, sowie 510.000 Euro für den neuen Ausgang zum Tempodrom.
Seit August 2016 erfolgt die Zugabfertigung durch den Triebfahrzeugführer mittels Führerraum-Monitor (ZAT-FM).

### Anbindung
Der Bahnhof wird von mehreren Linien der S-Bahn bedient und bietet Umsteigemöglichkeiten zu den Omnibuslinien M29 und M41 der BVG.
| Linie | Verlauf |
| ----- | --- |
|       | Oranienburg – Lehnitz – Borgsdorf – Birkenwerder – Hohen Neuendorf – Frohnau – Hermsdorf – Waidmannslust – Wittenau (Wilhelmsruher Damm) – Wilhelmsruh – Schönholz – Wollankstraße – Bornholmer Straße – Gesundbrunnen – Humboldthain – Nordbahnhof – Oranienburger Straße – Friedrichstraße – Brandenburger Tor – Potsdamer Platz – Anhalter Bahnhof – Yorckstraße (Großgörschenstraße) – Julius-Leber-Brücke – Schöneberg – Friedenau – Feuerbachstraße – Rathaus Steglitz – Botanischer Garten – Lichterfelde West – Sundgauer Straße – Zehlendorf – Mexikoplatz – Schlachtensee – Nikolassee – Wannsee |
|       | Bernau – Bernau-Friedenstal – Zepernick – Röntgental – Buch – Karow – Blankenburg – Pankow-Heinersdorf – Pankow – Bornholmer Straße – Gesundbrunnen – Humboldthain – Nordbahnhof – Oranienburger Straße – Friedrichstraße – Brandenburger Tor – Potsdamer Platz – Anhalter Bahnhof – Yorckstraße – Südkreuz – Priesterweg – Attilastraße – Marienfelde – Buckower Chaussee – Schichauweg – Lichtenrade – Mahlow – Blankenfelde |
|       | Hennigsdorf – Heiligensee – Schulzendorf – Tegel – Eichborndamm – Karl-Bonhoeffer-Nervenklinik – Alt-Reinickendorf – Schönholz – Wollankstraße – Bornholmer Straße – Gesundbrunnen – Humboldthain – Nordbahnhof – Oranienburger Straße – Friedrichstraße – Brandenburger Tor – Potsdamer Platz – Anhalter Bahnhof – Yorckstraße – Südkreuz – Priesterweg – Südende – Lankwitz – Lichterfelde Ost – Osdorfer Straße – Lichterfelde Süd – Teltow Stadt |
|       | Blankenburg – Pankow-Heinersdorf – Pankow – Bornholmer Straße – Gesundbrunnen – Humboldthain – Nordbahnhof – Oranienburger Straße – Friedrichstraße – Brandenburger Tor – Potsdamer Platz – Anhalter Bahnhof – Yorckstraße – Südkreuz – Priesterweg – Südende – Lankwitz – Lichterfelde Ost – Osdorfer Straße – Lichterfelde Süd – Teltow Stadt |

## Güterbahnhofsgelände

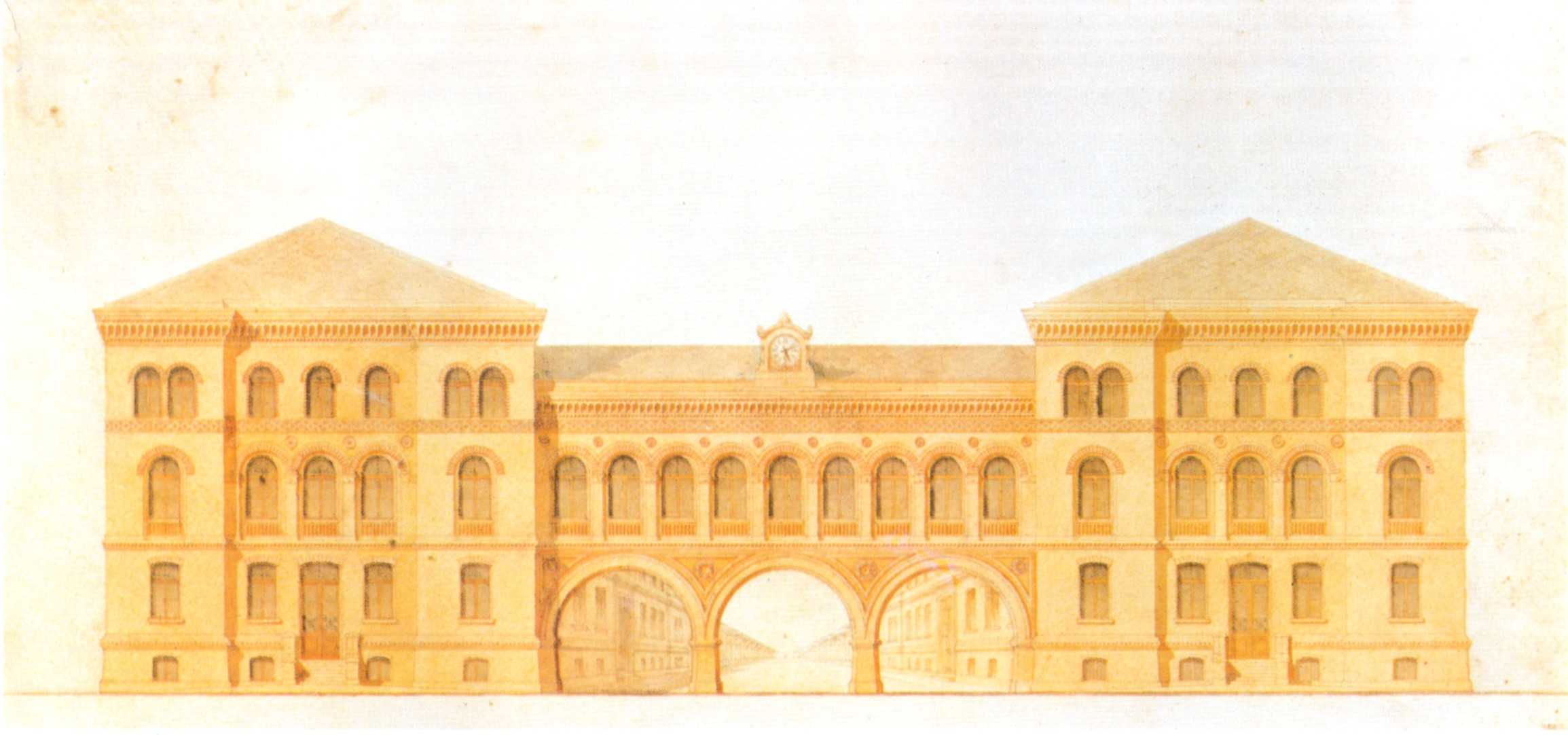
Aufriss des Güterbahnhofs von Franz Schwechten

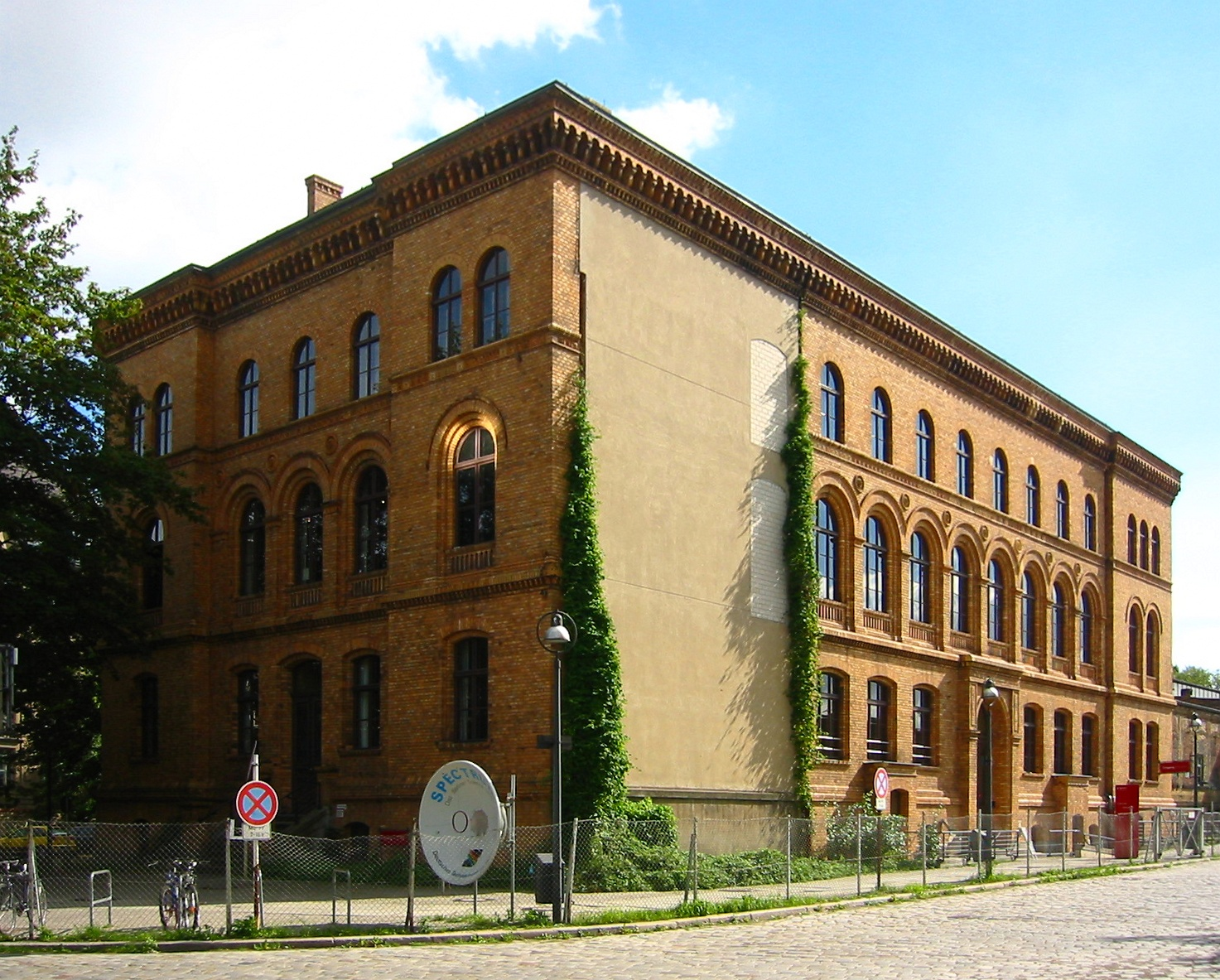
Östlicher Kopfbau des Güterbahnhofs

### Lage im Stadtgebiet
Das Gelände des Anhalter Güterbahnhofs befand sich südlich des Fernbahnhofs auf einem Areal, das im Westen vom Potsdamer Güterbahnhof, im Norden vom Gleisdreieck und dem Landwehrkanal, im Osten von der Möckernstraße und im Süden von der Yorckstraße begrenzt wird.
Zusammen mit dem Potsdamer Güterbahnhof bildet dieses große Gebiet eine innerstädtische Zäsur, ähnlich wie der ehemalige Flughafen Tempelhof. Das Gebiet hat eine maximale Ausdehnung von 800 Metern in Ost-West-Richtung sowie 800 bis 1200 Metern in Nord-Süd-Richtung. Ursprünglich hatte James Hobrecht mit seinem Bebauungsplan 1862 zwischen Kreuzberg und Charlottenburg einen geradlinigen Boulevard, den sogenannten „Generalszug“ nach Pariser Vorbild im Verlauf der Bülow- und Gneisenaustraße anlegen wollen. Die rasante Ausdehnung der Bahnanlagen südlich des Landwehrkanals in den 1870er und 1880er Jahren erforderten eine Änderung dieser Pläne. Die Bahnanlagen mussten durch die Anlage der Yorckstraße rund 400 Meter weiter südlich umfahren werden. Auch hier war es noch notwendig, rund 45 stählerne Eisenbahnbrücken auf einer Länge von rund 500 Metern zu bauen, die auf den bekannten gusseisernen Hartungschen Säulen mit ihren typischen Kapitellen abgestützt waren. Noch heute spricht man von den „Yorckbrücken“, wenn man diesen Abschnitt der Yorckstraße beschreiben will. Die „Hochlegung“ der Anhalter Bahn und die Errichtung der Yorckbrücken erfolgte parallel zum Bau des neuen Anhalter Bahnhofs, der 1880 eröffnet wurde.

### Güterbahnhof

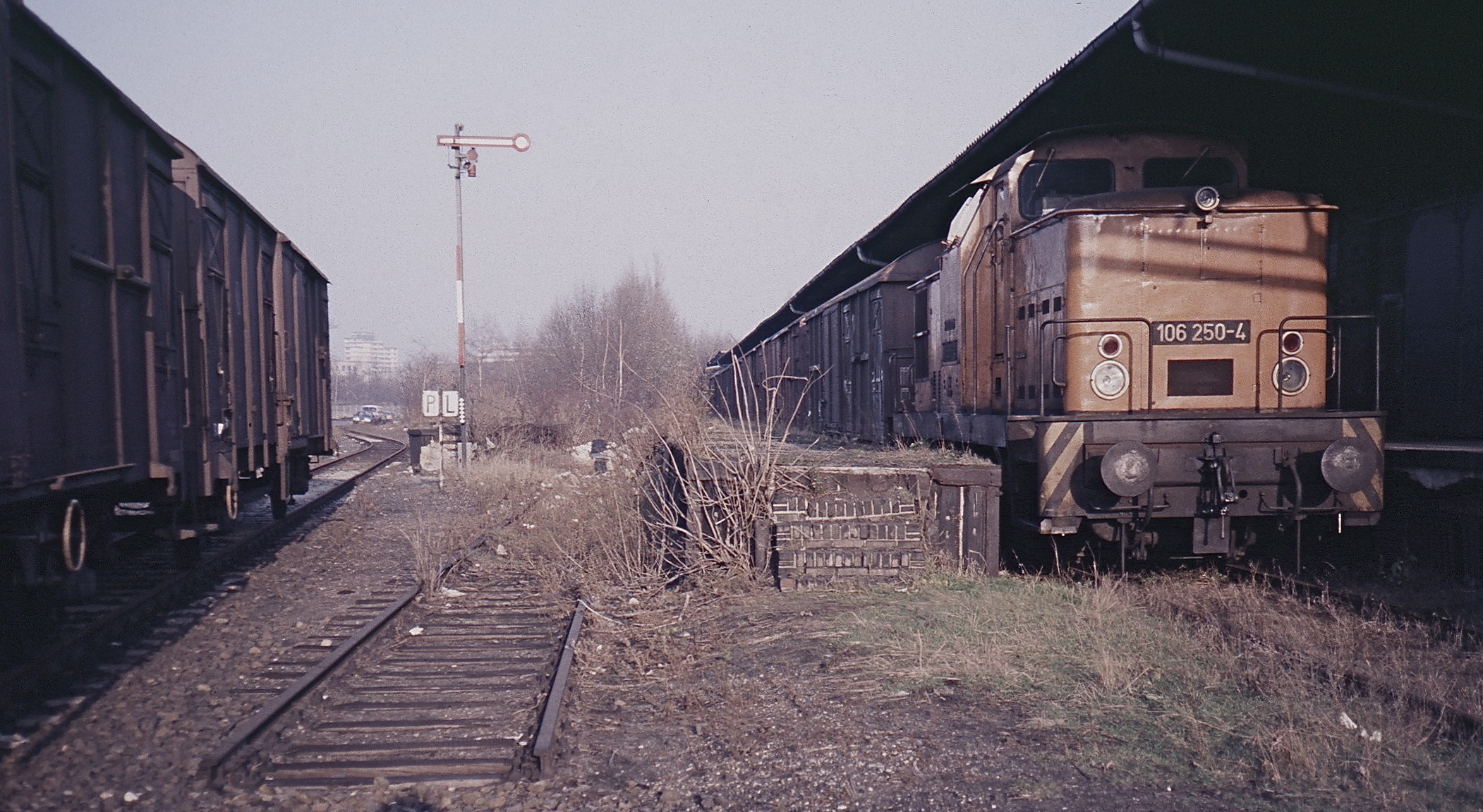
Anhalter Güterbahnhof, links das Gleis zum Museum für Verkehr und Technik (jetzt: Deutsches Technikmuseum), 1986

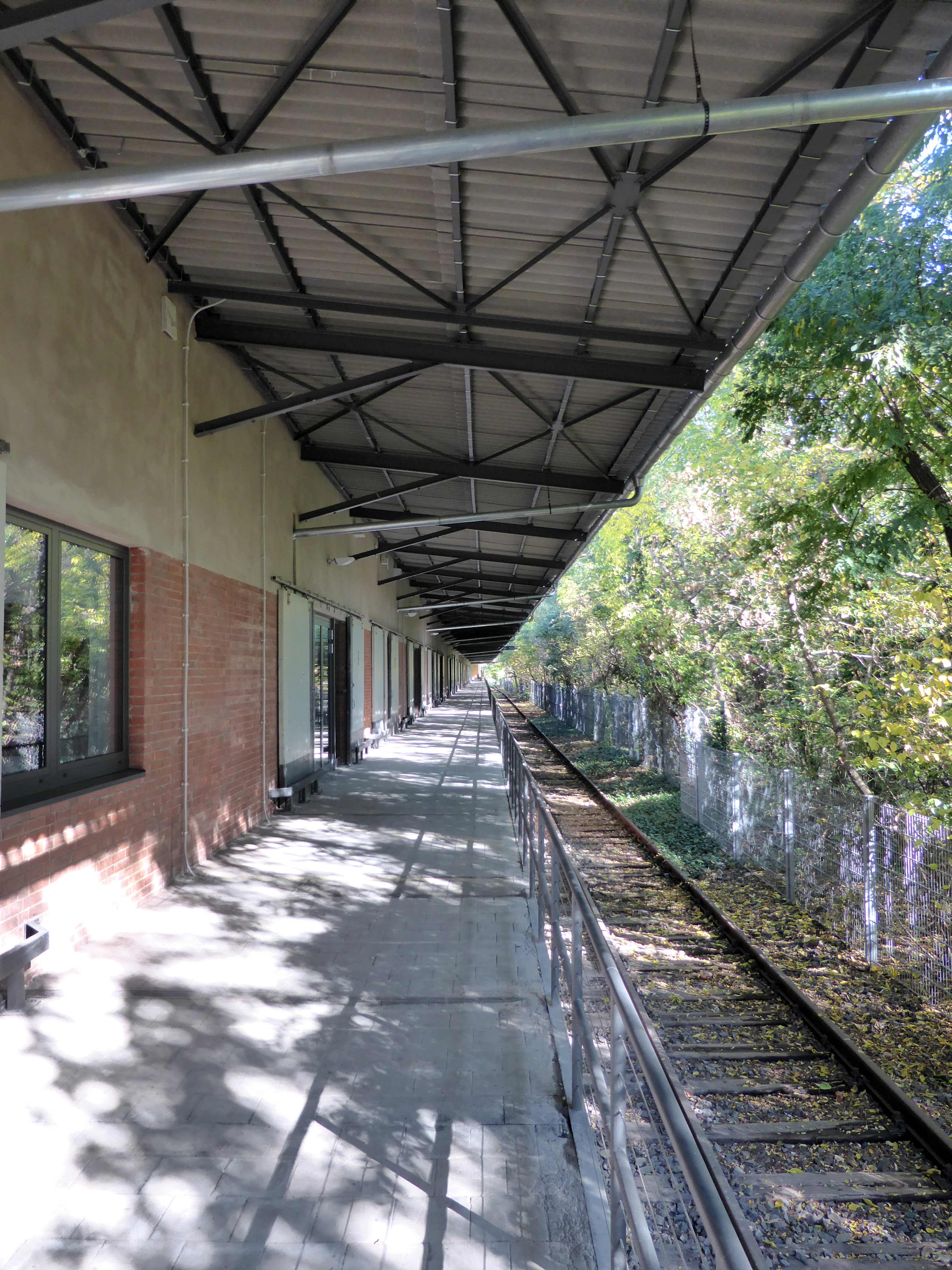
Gleisanschluss des ehemaligen Anhalter Güterbahnhofs am Deutschen Technikmuseum

Die Berlin-Anhaltische Eisenbahn-Gesellschaft ließ die Gebäude des Anhalter Güterbahnhofs von 1871 bis 1874 ebenfalls nach den Plänen des Architekten Franz Schwechten errichten, der auch den Fernbahnhof entworfen hatte. Die beiden dreigeschossigen Kopfbauten nördlich vor den beiden ungefähr 320 Meter langen Lager- und Versandspeichern waren durch einen brückenartigen Verbindungsbau auf drei großen gemauerten Bögen mit Verbindungsgang verbunden. Formsteine und Terrakotten gestalteten wie beim Fernbahnhof die Klinkerfassade – der geringeren Bedeutung des Güterbahnhofs entsprechend weniger zahlreich und weniger aufwendig.
Im Zweiten Weltkrieg wurden die Anlagen erheblich beschädigt. Die Ruine des westlichen Kopfbaus war bis 1959 bereits abgebrochen und der Verbindungsbau verschwand 1963 bei der Verlängerung der heutigen U-Bahn-Linie U7 zwischen den U-Bahnhöfen Möckernbrücke und Yorckstraße. Als Torso der ehemals symmetrischen Anlage ist der östliche Kopfbau erhalten.
Noch bis Ende der 1980er Jahre wurden wenige Gleise des Güterbahnhofs genutzt, danach lag das Gelände brach und verwilderte. Noch heute erinnern unter anderem die zahlreichen Yorckbrücken über der Yorckstraße an die Zeit des für Berlin sehr wichtigen Güterbahnhofs.
Nachdem das Technikmuseum das Kopfgebäude zum Science Center Spectrum umbauen ließ, und die Laderampen und Schuppen zukünftig für die Automobilsammlung und andere moderne Themen genutzt werden sollen, wurde auch der Wiederaufbau bzw. Neubau eines zweiten Kopfgebäudes an der Stelle des ehemaligen Zwillingsbauwerks mit Verbindungsbrücke zum Spectrum erwogen. Anfang September 2009 lud das Deutsche Technikmuseum zu einem Tag der offenen Tür in die ehemalige Ladestraße ein, um auf den Start der Sanierung eines ersten Abschnittes der östlichen Speicherhallen aufmerksam zu machen.
Zwischen 2001 und 2007 gastierte das Erlebnisrestaurant Pomp, Duck & Circumstance auf einem Teil im Zentrum des Geländes, dieser Bereich ist inzwischen geräumt.
Nachdem 2006 ein landschaftsplanerischer Wettbewerb für das sogenannte Südgelände ausgeschrieben und entschieden worden war, wurde das Gelände des ehemaligen Anhalter sowie des Potsdamer Güterbahnhofs seit dem 26. August 2006 in die 26 Hektar große Parkanlage Park am Gleisdreieck umgestaltet. Dabei wurde auch eine fußläufige Querverbindung zwischen Hornstraße und Bülowstraße im Verlauf des ursprünglich geplanten Generalszuges hergestellt. Der Ostteil des Parks wurde am 2. September 2011, der Westteil am 31. Mai 2013 eröffnet.

### Bahnbetriebswerk „Bw Berlin Ahb“
Auf dem Gelände des Güterbahnhofes, unmittelbar südlich des Landwehrkanals westlich der Ferngleise, befand sich das Bahnbetriebswerk Bw Berlin Ahb. Es war für die Bespannung der Fernzüge der Anhalter und der Dresdener Bahn zuständig. Die Anlage bestand aus zwei Drehscheiben mit Ringlokschuppen und Nebengebäuden und wurde bis zum Beginn des Zweiten Weltkriegs ständig erweitert, um die immer größer werdenden Lokomotiven unterbringen und versorgen zu können. So mussten die Schuppenstände mehrfach verlängert und die Drehscheiben vergrößert werden.
Im Bw Berlin Ahb waren immer relativ leistungsfähige und moderne Lokomotiven zu sehen. Zahlreiche Lokomotiven der bekannten Schnellzuglokbaureihen BR 17 und BR 01 sowie der schweren vierfach gekuppelten Personenzuglokomotive BR 39 waren hier stationiert. Andere Schnellzuglokomotiven aus anderen Heimat-Bahnbetriebswerken und Bahndirektionen (z. B. die sächsische BR 18.0 oder die BR 03) kamen hier regelmäßig an und wurden auf ihre Rückfahrt vorbereitet. Ab 1936 bzw. 1939 verkehrten hier auch die beiden stromlinienverkleideten Dampflokomotiven der BR 61 mit dem Henschel-Wegmann-Zug, der die Strecke Berlin und Dresden in einer Fahrzeit von 100 Minuten absolvierte.
Die Züge des Vorortverkehrs der Anhalter und Dresdener Bahn (nach Teltow und Ludwigsfelde sowie nach Zossen) begannen nicht im Anhalter Bahnhof, sondern im Potsdamer Ring- und Vorortbahnhof. Die Lokomotiven hierfür wurden vom Bw Berlin Pog (auf dem Potsdamer Güterbahnhof) bereitgestellt. Am Anhalter Bahnhof setzten jedoch auch beschleunigte Personenzüge und Eilzüge in Richtung Jüterbog, Lutherstadt Wittenberg, Halle, Leipzig und Dresden ein, die oft mit der preußischen P 8 (BR 38.10) bespannt waren.
In der Mitte der 1930er Jahre wurden für die neuen Schnellverkehrstriebwagen (SVT) Hallen südlich der Yorckstraße bzw. an der Monumentenstraße umgebaut oder neu gebaut. Die Hallen an der Monumentenstraße beherbergen heute die Nahverkehrssammlung des Deutschen Technikmuseums.

### Nutzung durch das Deutsche Technikmuseum

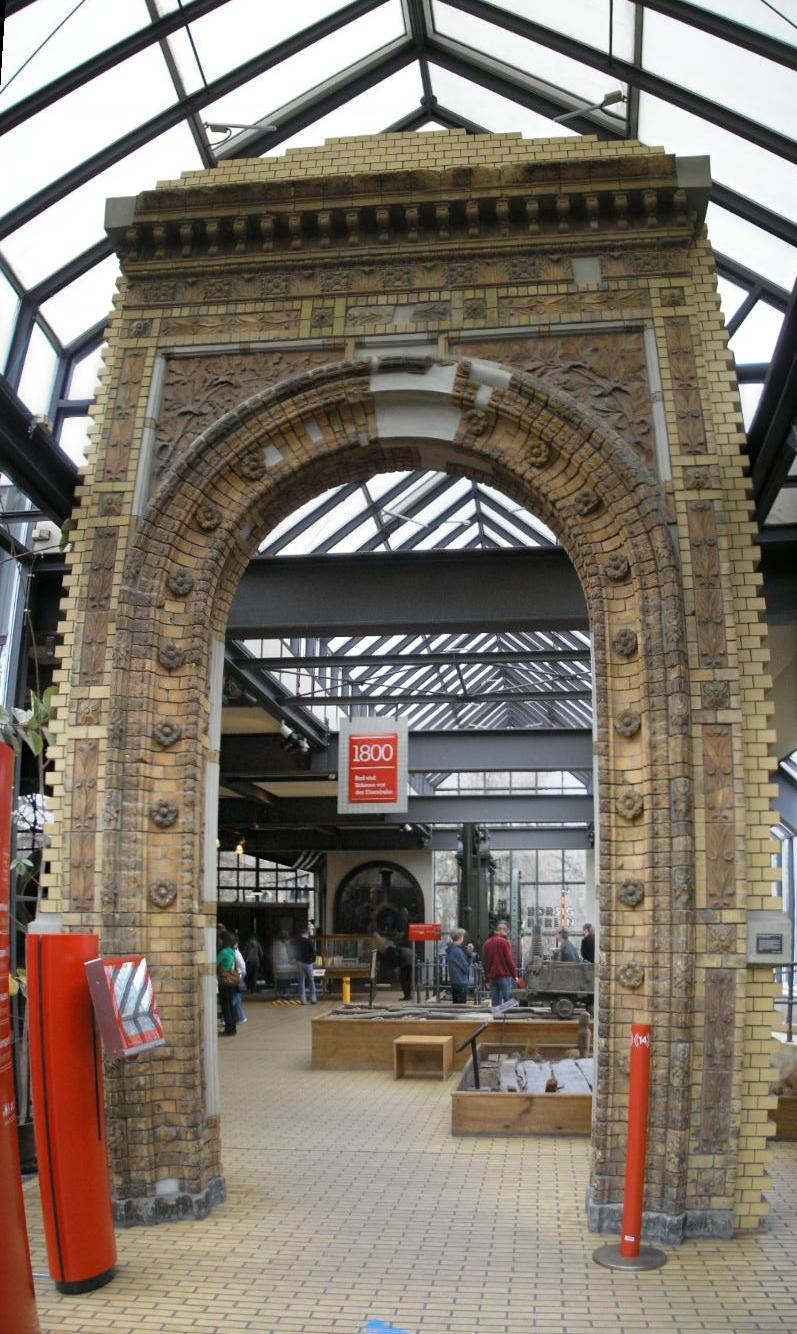
Fürstenportal in der Dauerausstellung des Museums für Verkehr und Technik

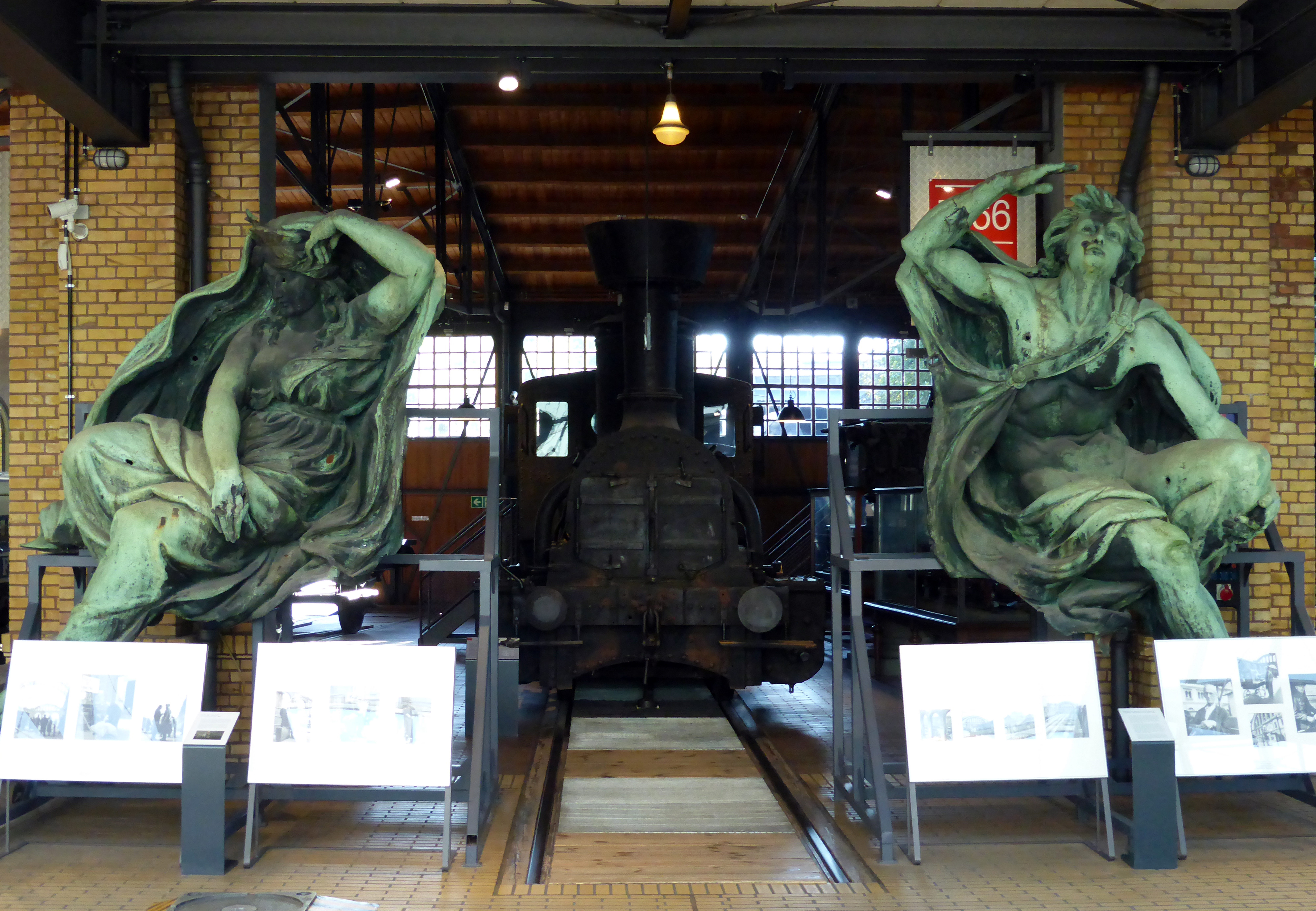
Figuren auf dem Portikus: Nacht und Tag, jetzt im Deutschen Technikmuseum

#### Gelände des Bahnbetriebswerks
Im nördlichen Teil des Geländes sowie auf dem angrenzenden Gelände des ehemaligen Bahnbetriebswerks des Anhalter Bahnhofs eröffnete 1982 das Museum für Verkehr und Technik, heute: Deutsches Technikmuseum. Die beiden Ringlokschuppen des Bw Ahb wurden – bis auf drei Gleissegmente, die im verfallenen Zustand mit der Ruderalvegetation belassen wurden – wiederaufgebaut und beherbergen die öffentlich zugängliche Schienenverkehrssammlung des Museums. Weitere Schienenfahrzeuge und die Kommunalverkehrssammlung werden in der Monumentenhalle (der ehemaligen SVT-Halle) aufbewahrt und sind dort nur an den Septemberwochenenden zugänglich. An diesen Tagen findet ein Eisenbahnpendelverkehr zwischen dem alten Bahnbetriebswerk und der Monumentenhalle mit historischen Wagen statt.
Im Gebäude hinter den beiden Ringlokschuppen – dem ehemaligen Beamtenwohnhaus – sowie im alten Gebäude an der Trebbiner Straße sind andere Abteilungen des Museums untergebracht. An der Einmündung der Trebbiner Straße zur Kanaluferstraße, unweit des Anhalter Steges, wurde ein Museumsneubau für die Themen Luftfahrt und Schifffahrt errichtet. Hier ist als Blickfang ein „Rosinenbomber“ vom Typ C 47 (militärische Version der DC-3) über dem Gebäude aufgehängt. In den östlichen Kopfbau des Güterbahnhofs zog das Spectrum, das Science Center des Deutschen Technikmuseums Berlin, ein.
Im Freigelände östlich des alten Bahnbetriebswerkes wurde der Museumspark eingerichtet. Neben der Aufstellung einzelner Exponate, insbesondere einiger historischer Windmühlen wurden die Reste der Bahnanlagen und die Ruderalvegetation belassen.

#### Reste des Empfangsgebäudes
Markantester Rest und einziger Teil des Empfangsgebäudes des Anhalter Bahnhofs, das in situ erhalten ist, ist dessen Portikus am Askanischen Platz. In das Museum für Verkehr und Technik wurde das Fürstenportal transloziert, der Eingang zum Wartebereich für die „Höchsten und allerhöchsten Herrschaften“. Er wird in der Dauerausstellung des Museums gezeigt. Weiter sind hier die Originale zweier Galvanoplastiken, Tag und Nacht zu sehen, die von Ludwig Brunow entworfen wurden, und früher den Portikus zierten. Dort wurden nach der Sanierung Kopien angebracht.

## Bahnpost

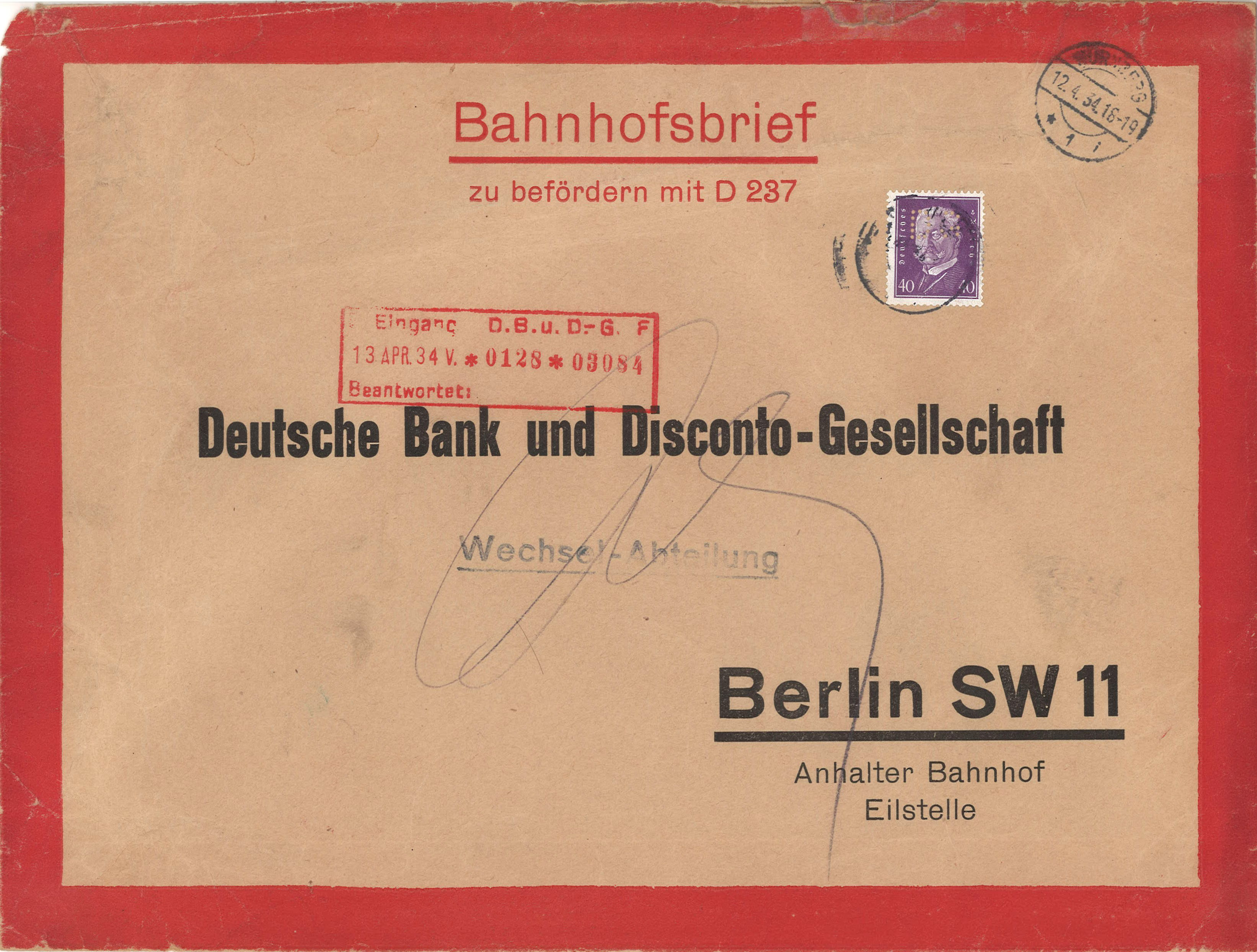
Bahnhofsbrief von 1934 (Berlin SW 11), Anhalter Bahnhof, Eilstelle
(277 mm × 208 mm)

Der zentral gelegene Bahnhof war ein bedeutender Umschlagplatz für das mit den Zügen ab- und eingehende Postgut. Besonders eilige Sendungen konnten als Bahnhofsbriefe direkt in der Eilstelle im Bahnhof abgeholt werden. Das Beladen eines Waggons mit Bahnpost um 1910 hielt Otto Antoine in seinem Ölgemälde Paketpost im Anhalter Bahnhof, Berlin, um 1910 fest, das der Bundespost Berlin 1990 als Vorlage für eine Wohltätigkeitsbriefmarke diente. Für den Umschlag der Postsendungen bestand der Postbahnhof Luckenwalder Straße. In unmittelbarer Nähe des Bahnhofs wurde in den 1930er Jahren das zum Postbahnhof gehörende Postamt SW 11 errichtet, um die Weiterbearbeitung des erheblich gewachsenen Paketverkehrs bewältigen zu können; es erfüllte seine postalischen Funktionen bis Mitte der 1990er Jahre.

## La Tortuga

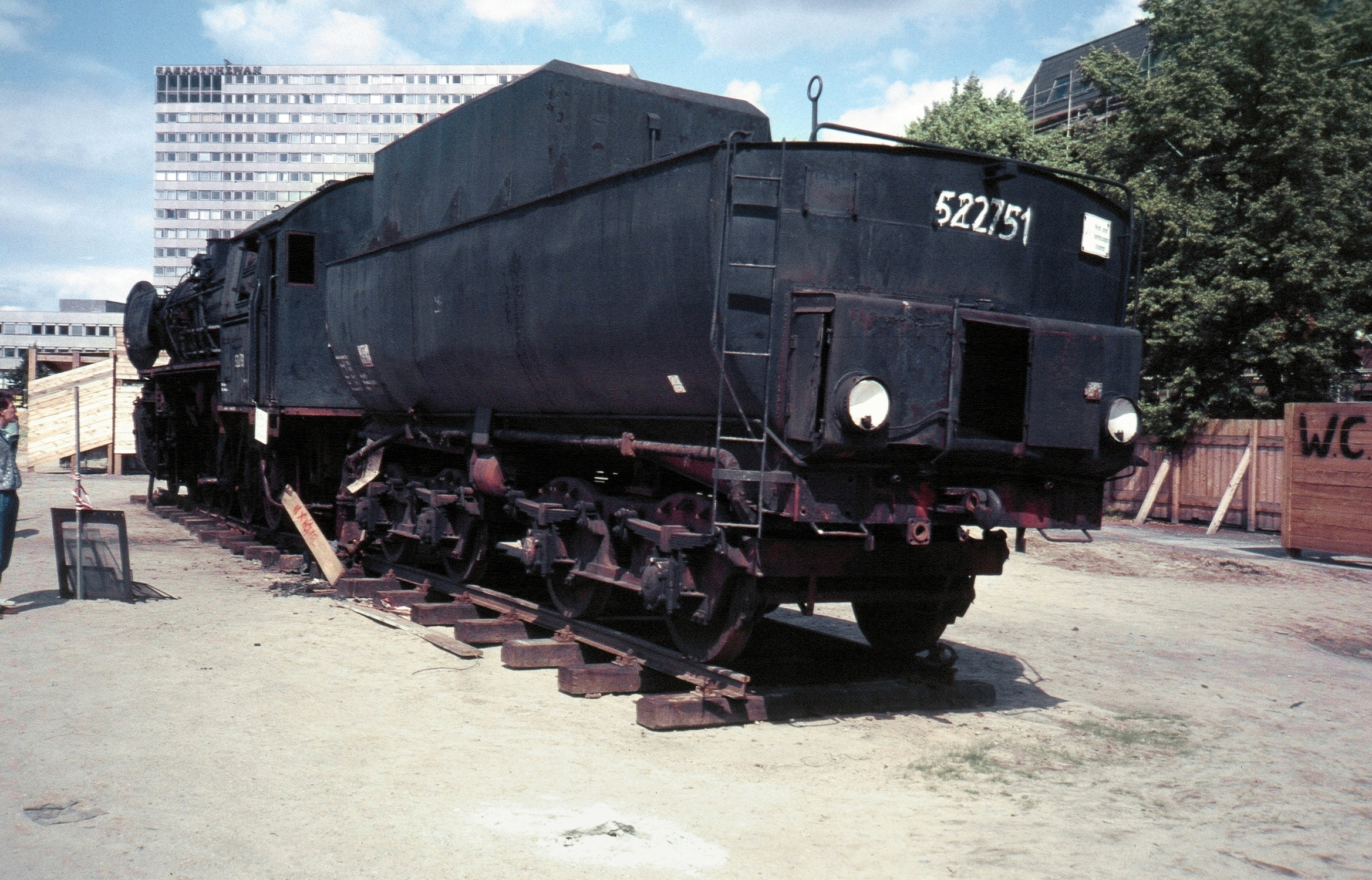
Lokomotive 52 2751 La Tortuga der Ausstellung Mythos Berlin, ehe sie auf den Kopf gestellt wurde, Juli 1987

Vom Aktionskünstler Wolf Vostell wurde 1987/1988 vor dem Bahnhof im Rahmen der Ausstellung Mythos Berlin die auf dem Kopf stehende Lok 52 2751 als Skulptur aufgestellt. Die Lok sollte als Mahnmal auf den Missbrauch von Industrie und Technik für den Krieg hinweisen und stellte auch ein Symbol für den Niedergang alter Industriezweige dar. 1991 gelangte die Skulptur zum Theater Marl.

## Filme und Serien
- Der Anhalter Bahnhof. Dokumentarfilm, Deutschland, 2016, 44:05 min, Buch und Regie: Eva Röger, Produktion: astfilm productions, rbb, Reihe: Geheimnisvolle Orte, Erstsendung: 24. Mai 2016 (Wiederholung: 6. April 2021) im rbb Fernsehen, Inhaltsangabe von rbb.
- In der ersten Staffel der Serie Babylon Berlin findet ein Teil Handlung am Anhalter Güterbahnhof statt